# 西新
西新（にしじん）は、福岡県福岡市早良区の地名。現行の行政地名は西新一丁目から七丁目まで。面積は796,450平方メートル (79.65 ha)。2023年9月末現在の人口は12,461人。郵便番号は814-0002。

## 地理
福岡市の都心部とされる中央区天神の西南西約4キロメートル、早良区北部に位置し、福岡市西部においては最大の繁華街が展開される。また、西南学院大学等の学校が所在し学生街の性格も持つ。北で百道浜と、東で樋井川を介して中央区地行浜・地行・今川と、南東の橋梁上の一点で中央区鳥飼と、南で城西・祖原と、南西の道路上の一点で昭代と、西で高取と、北西で百道と隣接する。藤崎、シーサイドももち等とともに福岡市西郊の副都心を形成する。福岡市地下鉄空港線の西新駅が置かれている。幹線道路は明治通り・早良街道・城南線等が通っている。

### 河川
西新の東側、今川との間に次の河川が流れている。
- 樋井川（二級河川）[5]

主な河川の写真
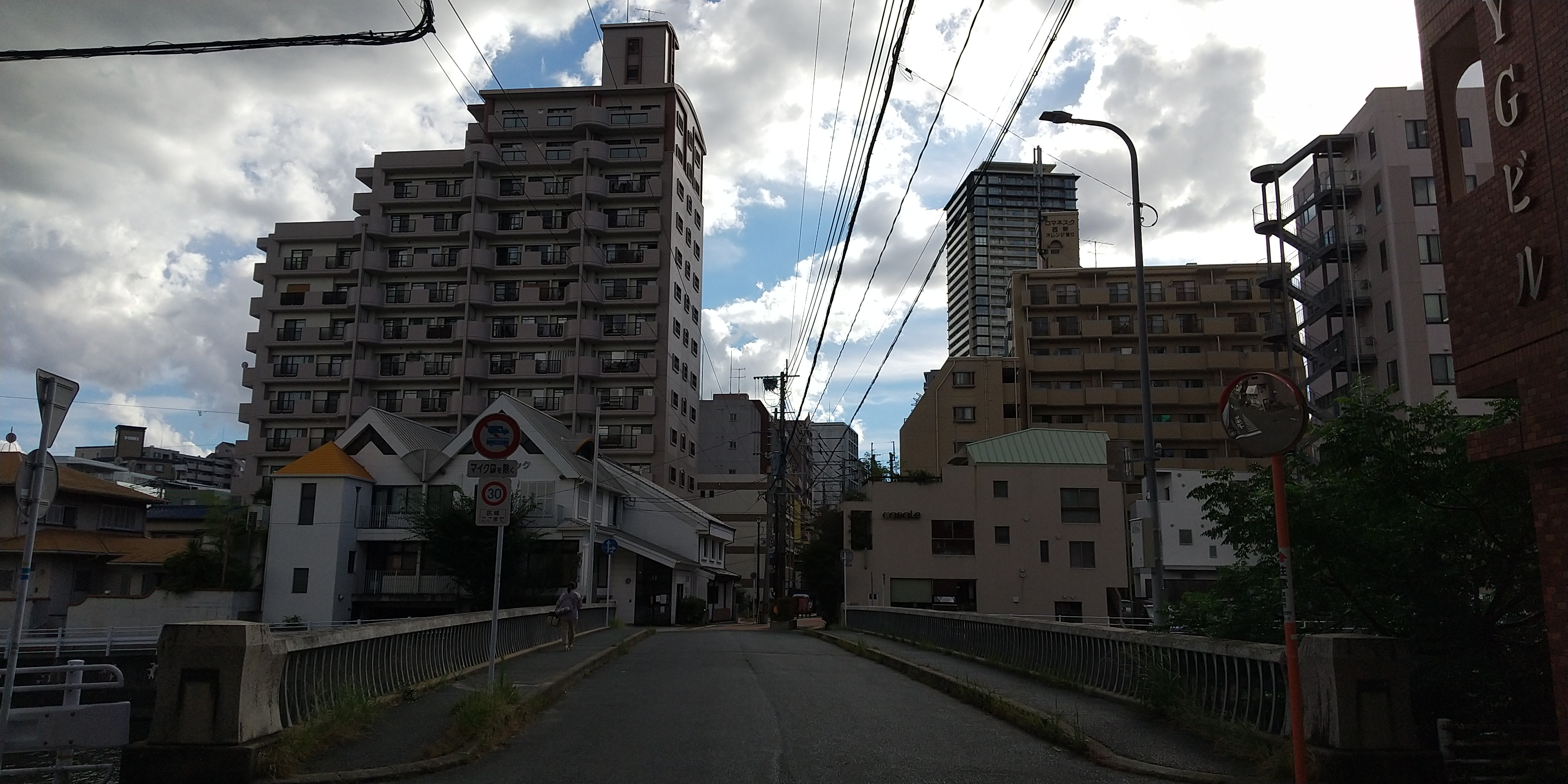
今川橋（市道西新78号線、樋井川の上）
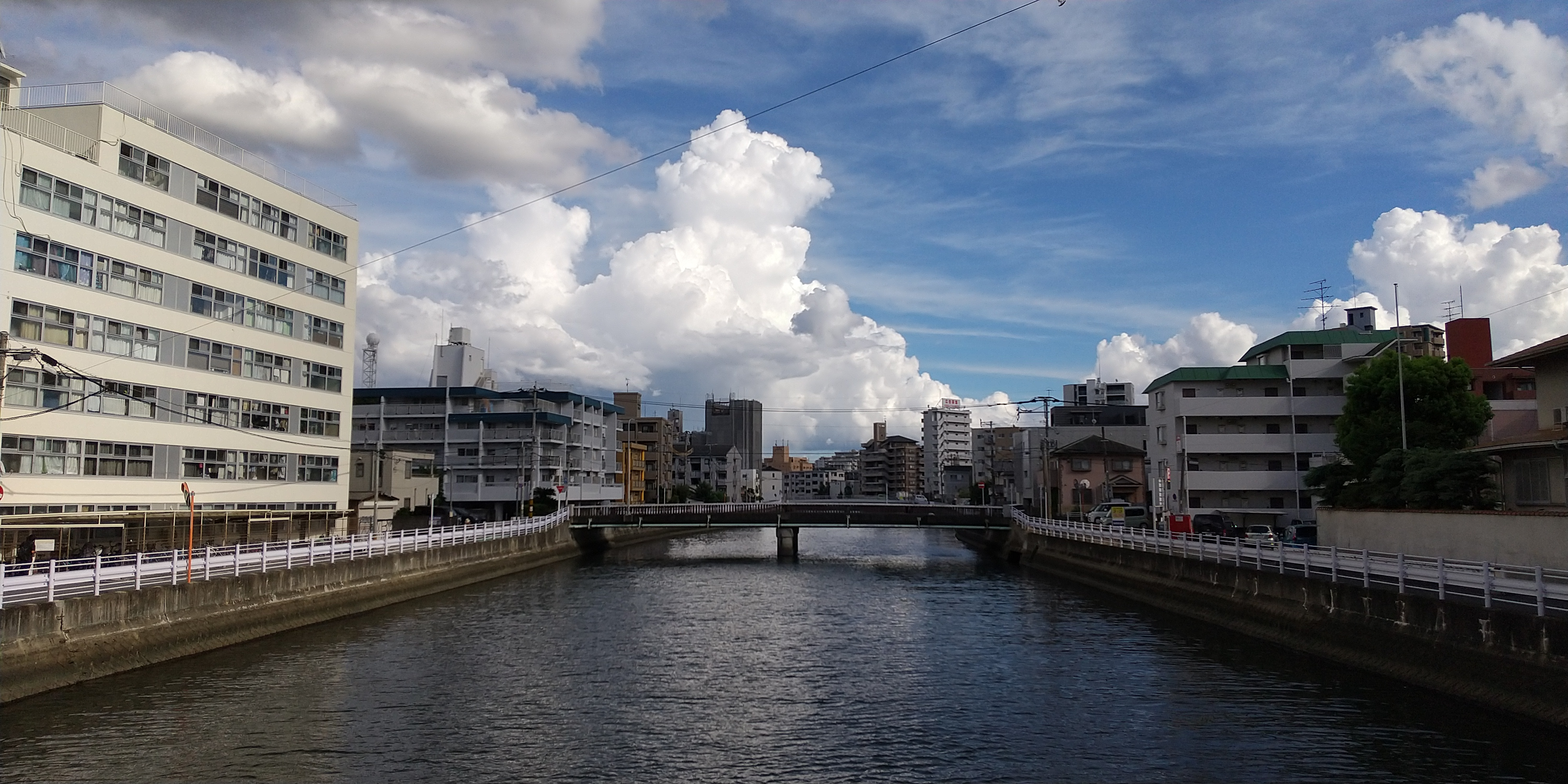
樋井川（今川橋より上流側、左：中央区今川及び鳥飼、右：早良区西新及び城西）
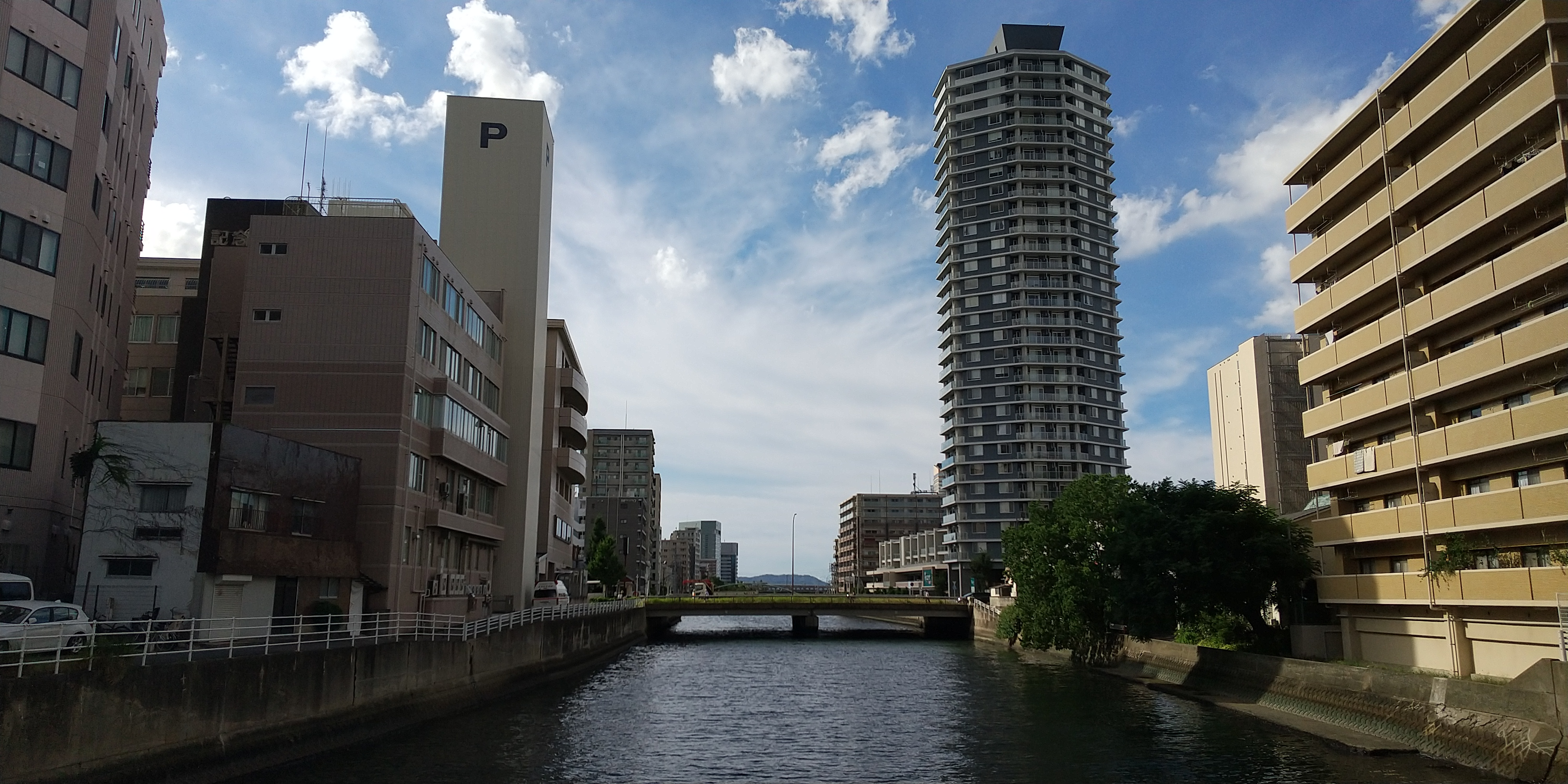
樋井川（今川橋より下流側、左：早良区西新、右：中央区今川及び地行）

### 地価
住宅地の地価は2014年（平成26年）1月1日に公表された公示地価によれば西新2-11-9の地点で31万5000円/m2となっている。

### 学生街
西新周辺には福岡県立修猷館高等学校や西南学院中学校・高等学校、西南学院大学などがあり、また学習塾も多く存在する。学生が多いためカラオケやボウリング、ビリヤード場等の遊戯施設が多数立地し、昼夜問わず若年層が多く行き交う。また福岡市総合図書館や福岡市博物館があるシーサイドももちからも近いことから、西新の周辺も含めての学生の往来が多い。
なお、地下鉄西新駅のシンボルマークは地名のイニシャル「N」を文教を象徴する鉛筆とペンで図案化したものになっている。

### 住宅街
西新は文教地区であることや利便性・住環境の良さから、マスコミや不動産会社による「福岡市で住みたい街」ランキングなどでたびたび上位に入るほど住む街としても非常に人気が高い。公務員官舎や大企業の社宅、転勤族向けの賃貸マンションも集中しており、「転勤族の街」とも呼ばれる。
西新周辺の公立の小中学校が、福岡市内の他の小中学校に比べて生徒の学力が平均的に高く、教育環境も良いとの評判から、近年における都心回帰の傾向と相まって、西新周辺の小中学校に我が子を入学させたいと願って転入してくるファミリー層が増えており、こうした人々は地元で「ニシジニスト」と呼ばれる。このような事情から西新小学校では入学から卒業まで在籍する児童が3分の1以下という極めて特殊な状況に置かれている。

### 広域地名
地元での広域汎称地名としての西新の認識は、行政区分の西新の町名から拡大され、概ね福岡市立西新小学校校区（西新・城西・曙など）及び福岡市立高取小学校校区（高取・祖原・昭代など）の旧早良郡西新町の東部区域に及ぶ。例えば西新保育園は曙にあり、マンション、アパート等にも西新と名前が付くものが西新以外にも城西、曙、高取、祖原、昭代付近まで存在する。

### 都市計画
都市計画に関しては、「福岡市都市計画マスタープラン」において定められた方針については次のとおりである。西新に藤崎及びシーサイドももちを合わせた地域は、都心部を取りまく東部・南部・西部の三つの広域拠点（副都心）のうち、「西部広域拠点」として位置付けられている。交通ネットワークとして都市の骨格となる明治通り及び早良街道の沿道や幹線道路である城南線及びよかトピア通りの沿道は、商業、業務、サービス施設や中高層住宅などが連続した「都市軸」や「沿道軸」に位置付けられている。樋井川の河川沿いが散策・憩いの場となるとともに、緑と広がりのある景観が連続したゆとりと潤いのある水辺空間として「河川緑地軸」に位置付けられている。土地利用については、中層住宅や高層住宅で形成される「中高層住宅ゾーン」として位置づけられ、良好な住環境の保全、形成などがまちづくりの視点とされている。用途地域は、明治通りを中心とする範囲は商業地域、北側の荒津豊濱線（通称「よかトピア通り）に沿った範囲は第二種住居地域、これら以外の範囲は第一種中高層住居専用地域及び第一種住居地域に指定されている。西新四丁目1番1号の商業施設（PRALIVA）等を含む区域約1.1ヘクタールは高度利用地区に指定されている。また、西新三丁目、六丁目及び七丁目の各一部の区域約11.2ヘクタールについては、 再開発等促進区を含む地区計画である「西新北地区」が定められ、教育施設等の機能更新とあわせて、周辺環境に配慮した土地の有効利用を行い、教育機能（西南学院等）を中心として地域交流機能や地域防災機能等の誘導も図ることが土地利用の方針とされている。

## 語源
江戸時代、現在の中央区今川付近が「西町」と呼ばれていたのに対し、樋井川以西を「新西町」と呼んだことに由来する。これがいつしか逆転して「西新」になった。

## 歴史
前身は早良郡西新町。
1666年（寛文6年）、紅葉八幡宮が福岡藩第3代藩主黒田光之によって樋井川西岸の唐津街道沿いに移されたため、門前町として人家が並ぶようになる。1694年（元禄7年）には藩によって下級藩士の宅地が造成される。頭山満の生家も西新であった。1872年（明治5年）の区画制施行では城下町福岡と同じ第1大区となるも、1889年（明治22年）の市制・町村制施行の際に西新町、麁原（そはら）村が合併して早良郡西新町となる。
1891年-1892年頃より西新炭鉱の採掘が始まるも振るわず1900年（明治33年）に閉山。採掘は麁原炭鉱や鳥飼炭鉱に移った。同じ頃、1900年（明治33年）に修猷館が、1918年（大正7年）に西南学院が移転し文教地区の性格を帯びる。
1910年（明治43年）には西新町内に電車駅が開業。1925年（大正14年）には北九州鉄道西新町駅（のち国鉄西新駅、1983年3月21日限りで廃止）も開業。それに伴い商業地区としても活気づく。
1922年（大正11年）4月1日に福岡市へ編入。
1945年（昭和20年）の福岡大空襲ではさほど被害を受けず、戦後は住宅が激増した。

## 人口
西新一丁目から七丁目までを合わせた人口の推移を福岡市の住民基本台帳（公称町別）に基づき示す（単位：人）。集計時点は各年9月末現在である。
- 2001年（平成13年）：9,467
- 2002年（平成14年）：9,603
- 2003年（平成15年）：9,778
- 2004年（平成16年）：9,792
- 2005年（平成17年）：10,264
- 2006年（平成18年）：10,472
- 2007年（平成19年）：10,809
- 2008年（平成20年）：10,799
- 2009年（平成21年）：10,664
- 2010年（平成22年）：10,780
- 2011年（平成23年）：11,145
- 2012年（平成24年）：11,263
- 2013年（平成25年）：11,315
- 2014年（平成26年）：11,346
- 2015年（平成27年）：11,422
- 2016年（平成28年）：11,442
- 2017年（平成29年）：11,664
- 2018年（平成30年）：11,920
- 2019年（令和元年）：12,115
- 2020年（令和2年）：12,061
- 2021年（令和3年）：12,570
- 2022年（令和4年）：12,500
- 2023年（令和5年）：12,461

## 交通

### 道路
主な幹線道路は次の通り。
- 明治通り（福岡市道千代今宿線）（旧国道202号線）
- 早良街道（福岡市道西新荒江線）（旧国道263号線）
- 城南線（福岡市道堅粕西新2号線）
- 福岡市道西新通線
- 鳥飼藤崎線

主な幹線道路の写真
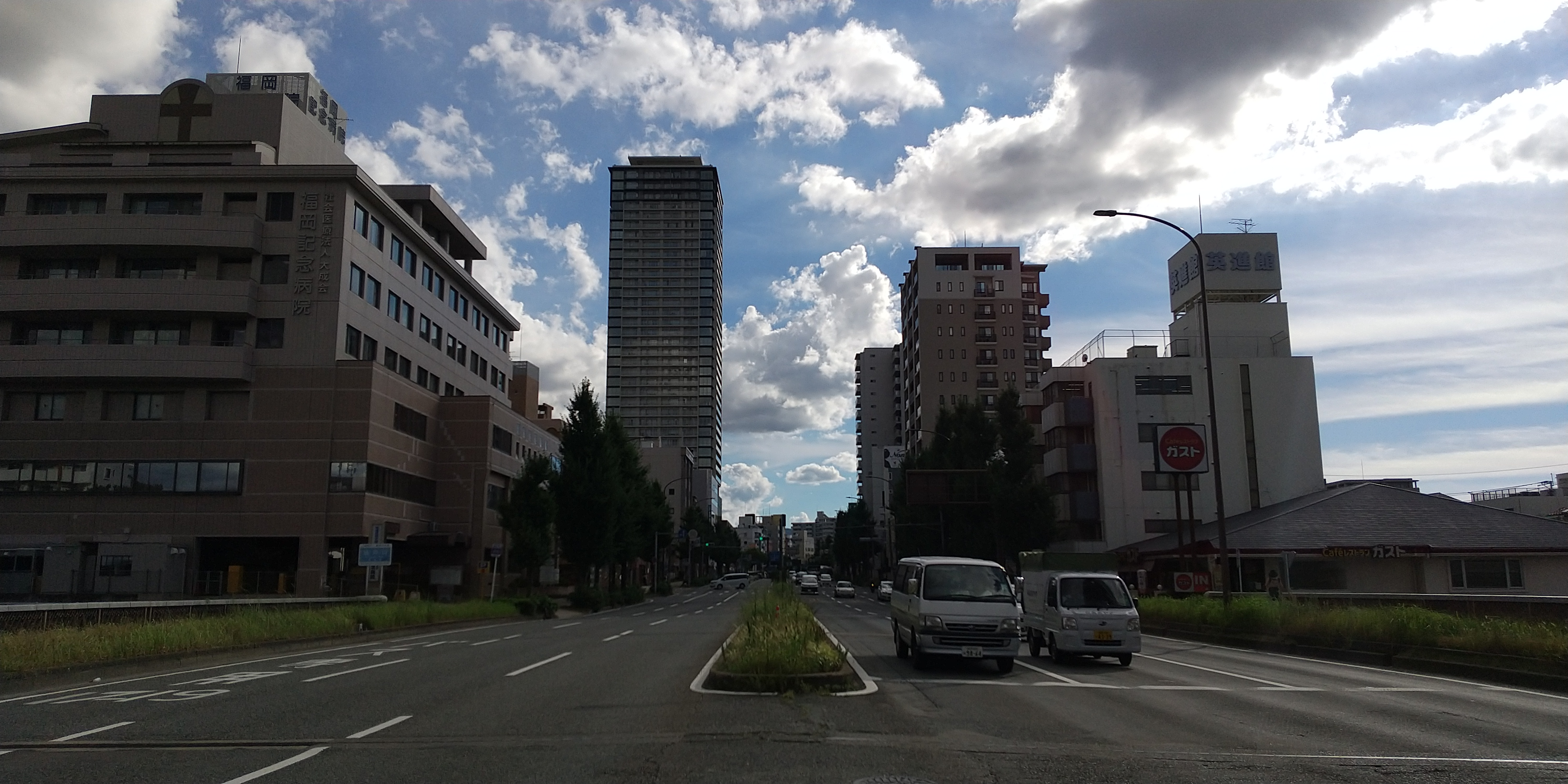
明治通り（新今川橋東交差点付近）
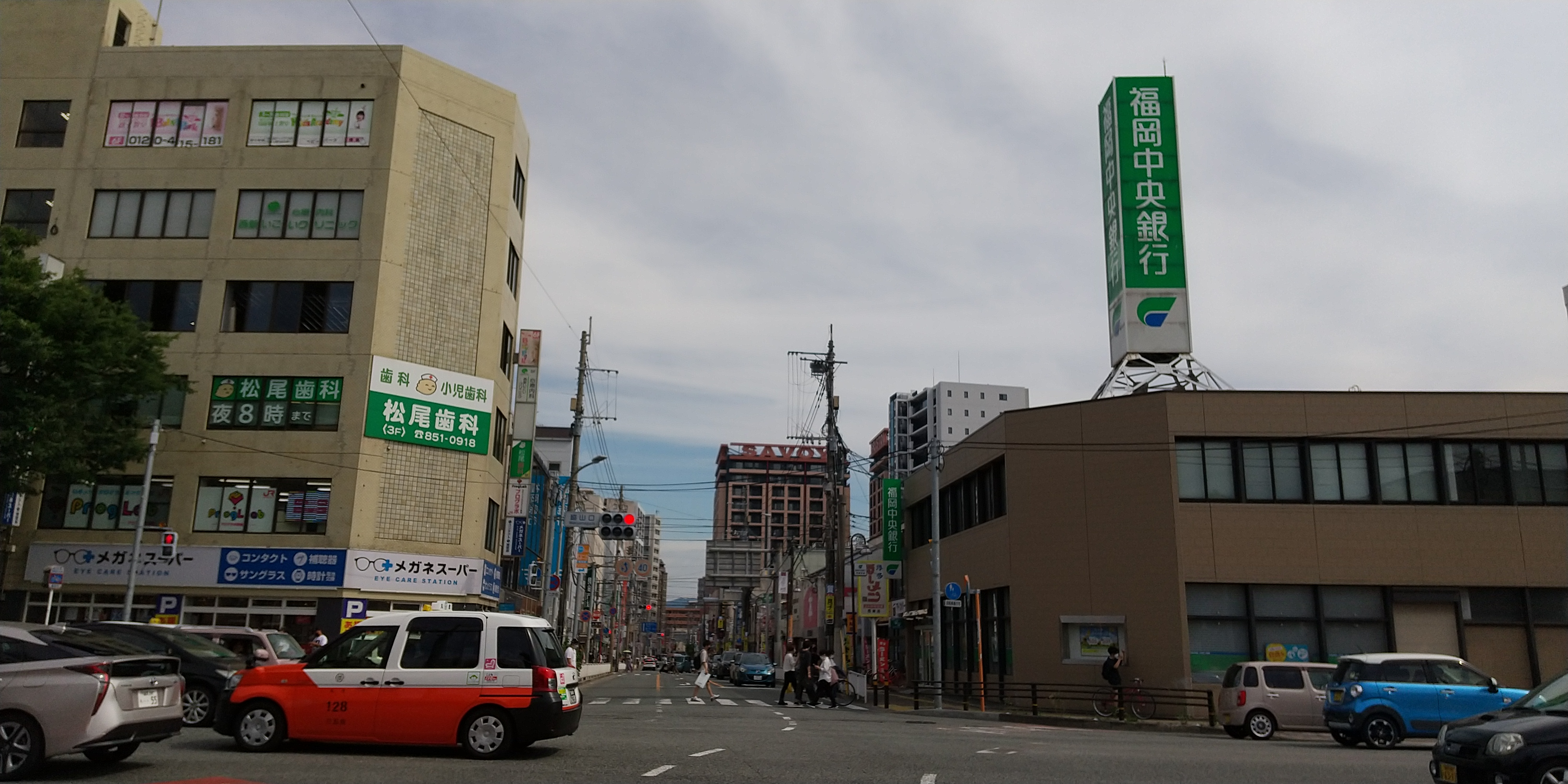
早良街道（脇山口交差点付近）
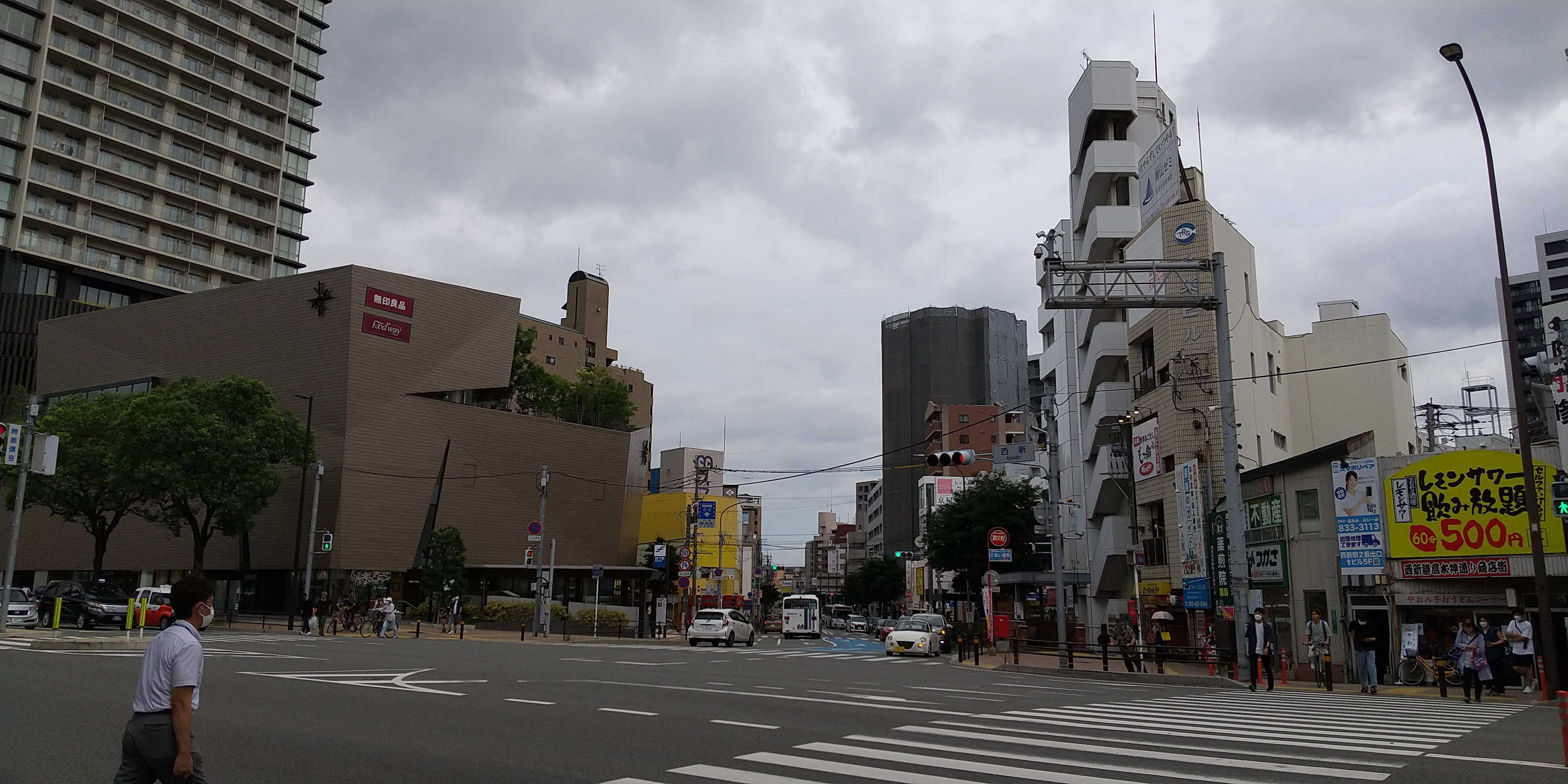
城南線（西新交差点付近）
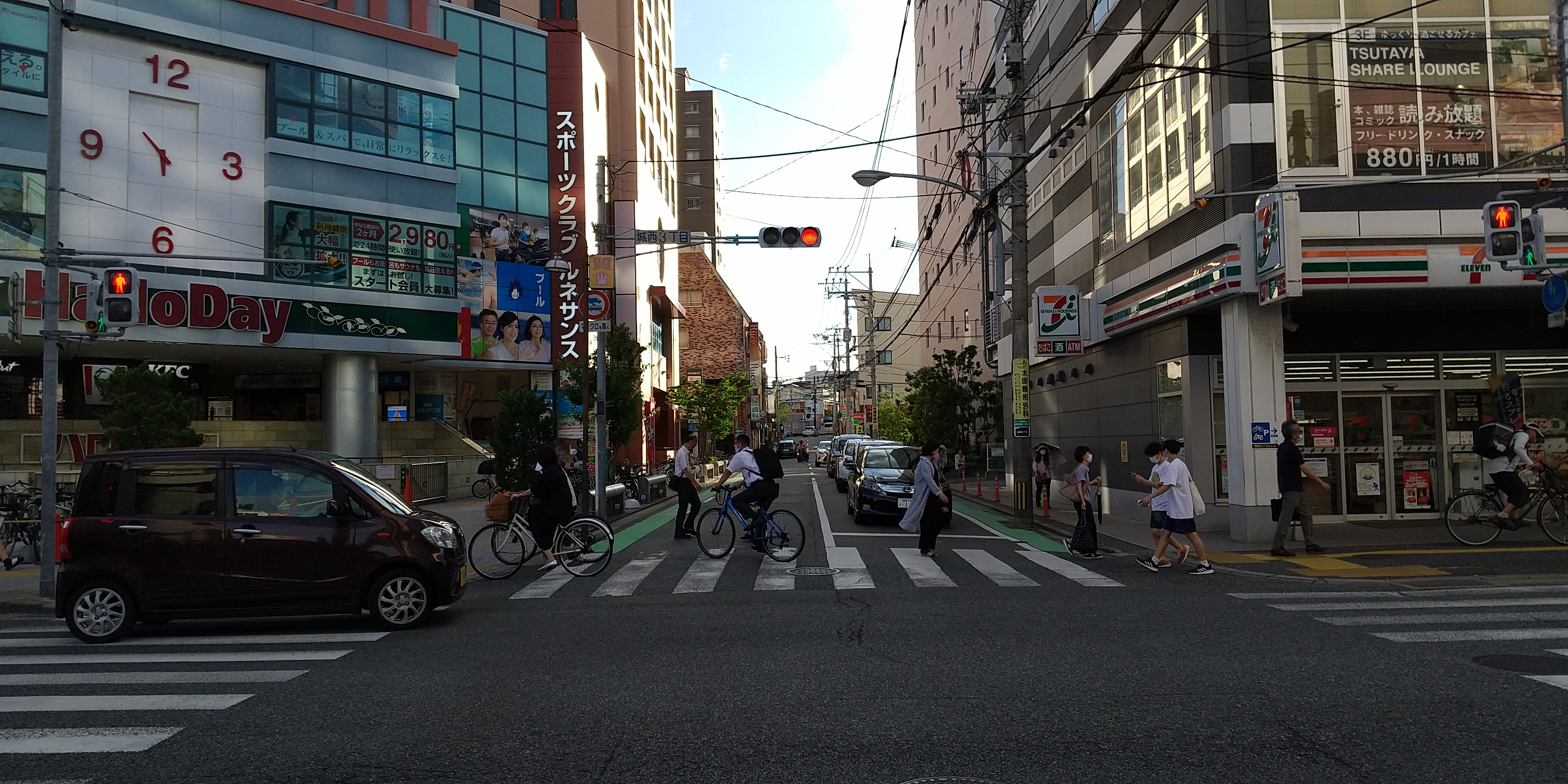
鳥飼藤崎線（城西3丁目交差点付近、福岡市早良区、左：祖原、右：西新）
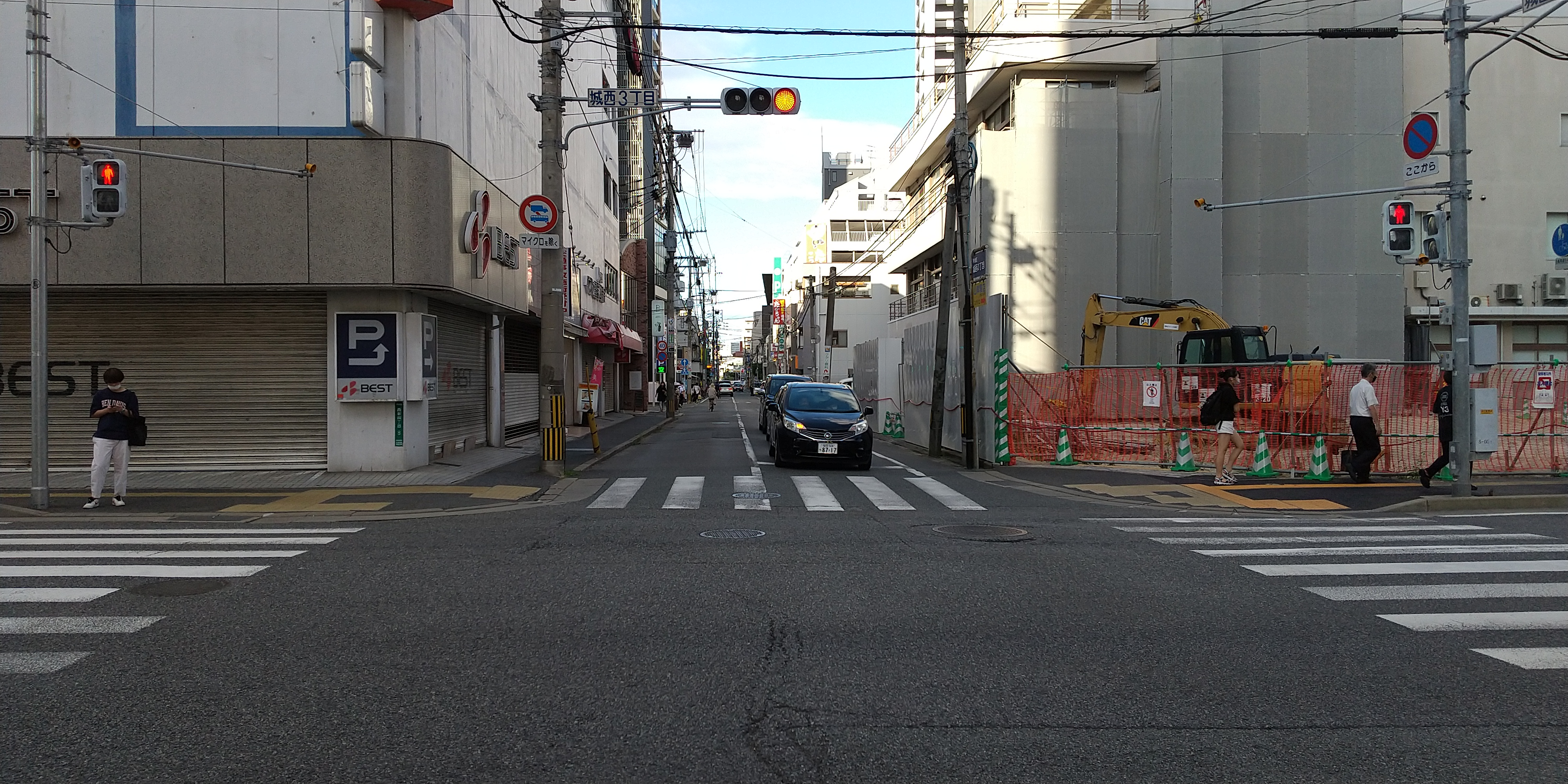
鳥飼藤崎線（城西3丁目交差点付近、福岡市早良区、左：西新、右：城西）
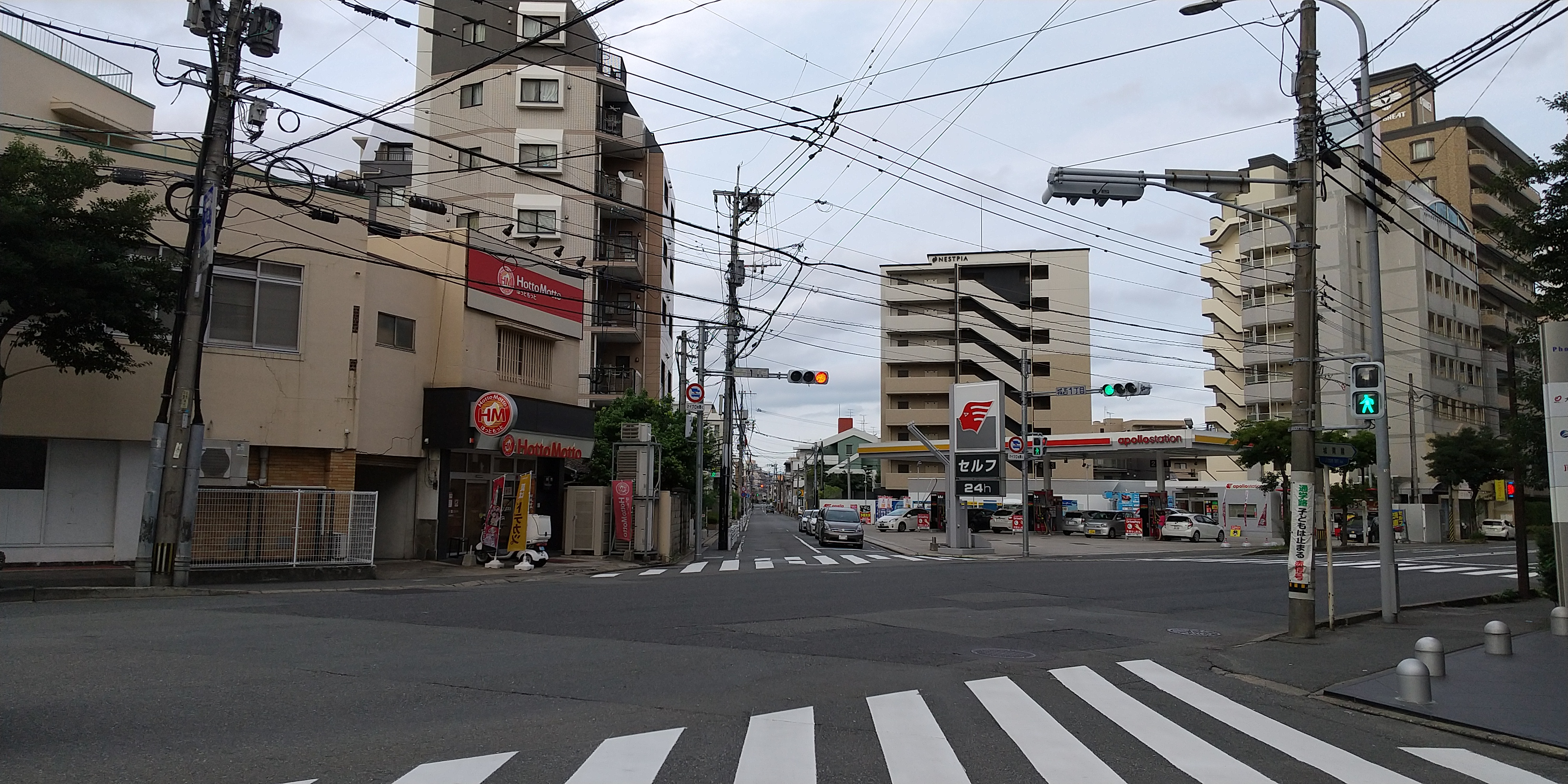
鳥飼藤崎線（城西一丁目交差点の東側、左：西新、右：城西）
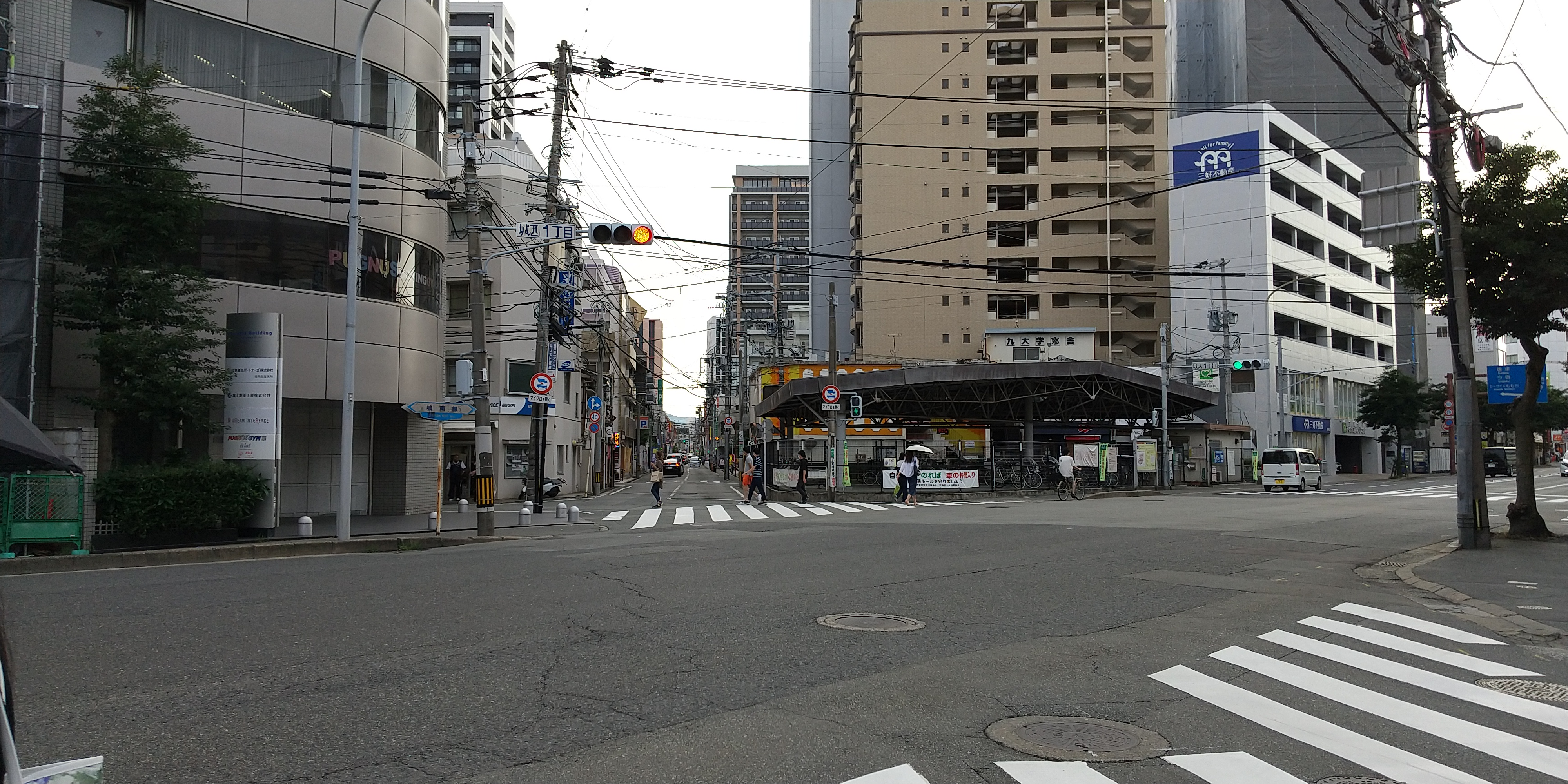
鳥飼藤崎線（城西一丁目交差点の西側、左：城西、右：西新）

### 鉄道
鉄道については、福岡市交通局が運営する地下鉄が地区の北側に通っており、町内に次の駅がある。
- 福岡市地下鉄空港線：西新駅

なお、かつて西鉄福岡市内線貫線・城南線が通っていたが、1975年（昭和50年）に廃止された。1983年（昭和58年）に廃止となった筑肥線西新駅は西新地区から約1km離れた昭代三丁目にあった。

### バス
バスについては、西日本鉄道株式会社が運営する西鉄バスが運行しており、次の停留所がある。
- よかトピア通り沿い：西南中高前 - 博物館南口
- 明治通り沿い：西新一丁目（西行きのみ） - 西新駅 - 西新商店街前（平日・土曜朝、東行きのみ） - 修猷館前 - 防塁前
- 城南線沿い：西新四丁目 - 西新駅/修猷館前
- 西新通り沿い：西南中高前 - 西南大学前 - 西新駅/脇山口
- 早良街道沿い：西新駅/西南大学前 - 脇山口

## 施設
西新に立地する施設としては、スーパー、家電量販店、飲食店、パチンコ店などの比較的大規模な商業施設が集積しており、藤崎方面へもつながる商店街にも多くの人が行き交っている。また、学校も多く立地している。

### 公共・公益施設
- 福岡市西新公民館
- 福岡記念病院[注釈 4]
- 西新交番[注釈 5]
- 私立幼稚園教育センター[注釈 6]
- 九州電力送配電西新変電所[注釈 7]

公共・公益施設の写真
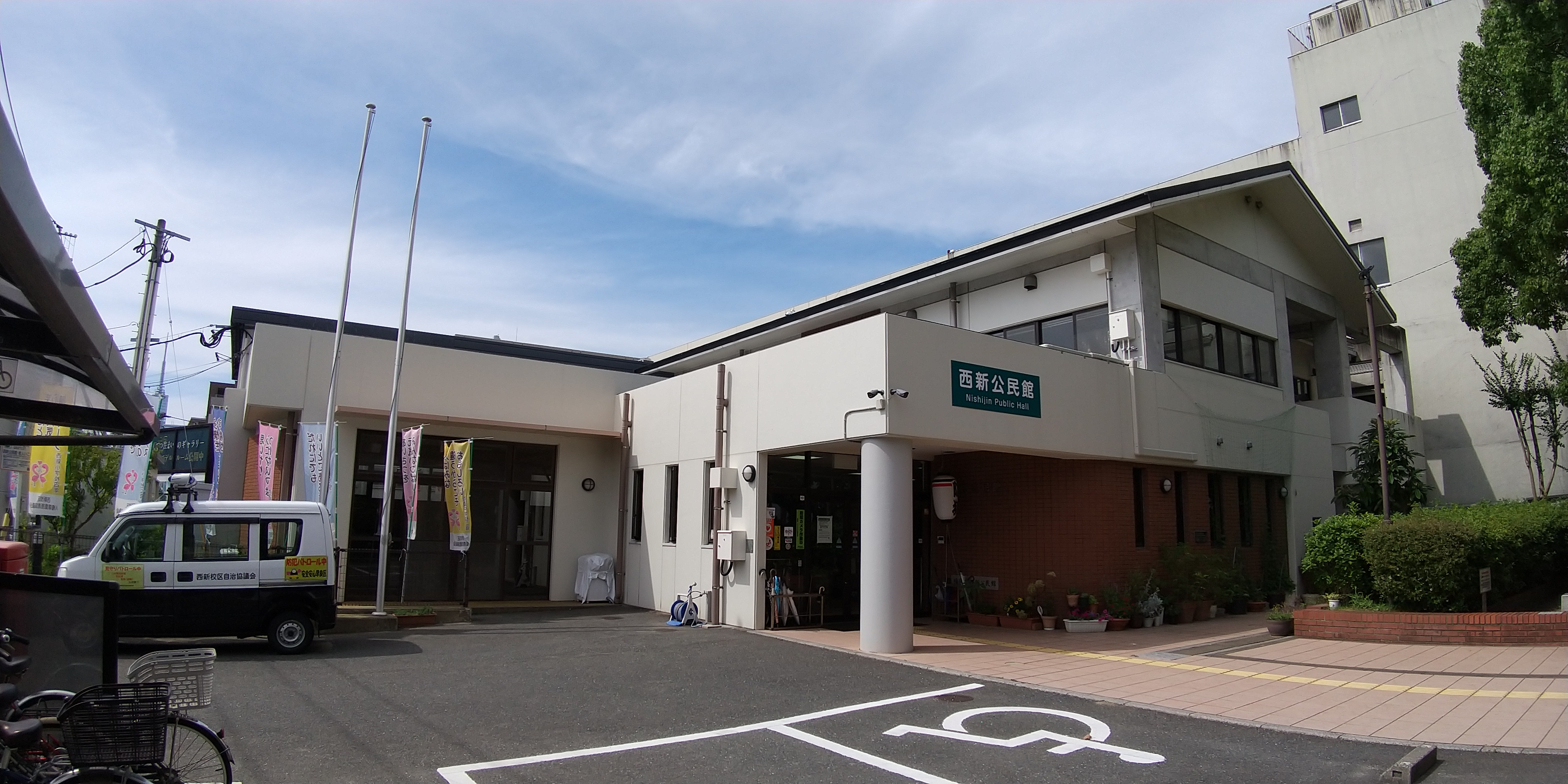
西新公民館
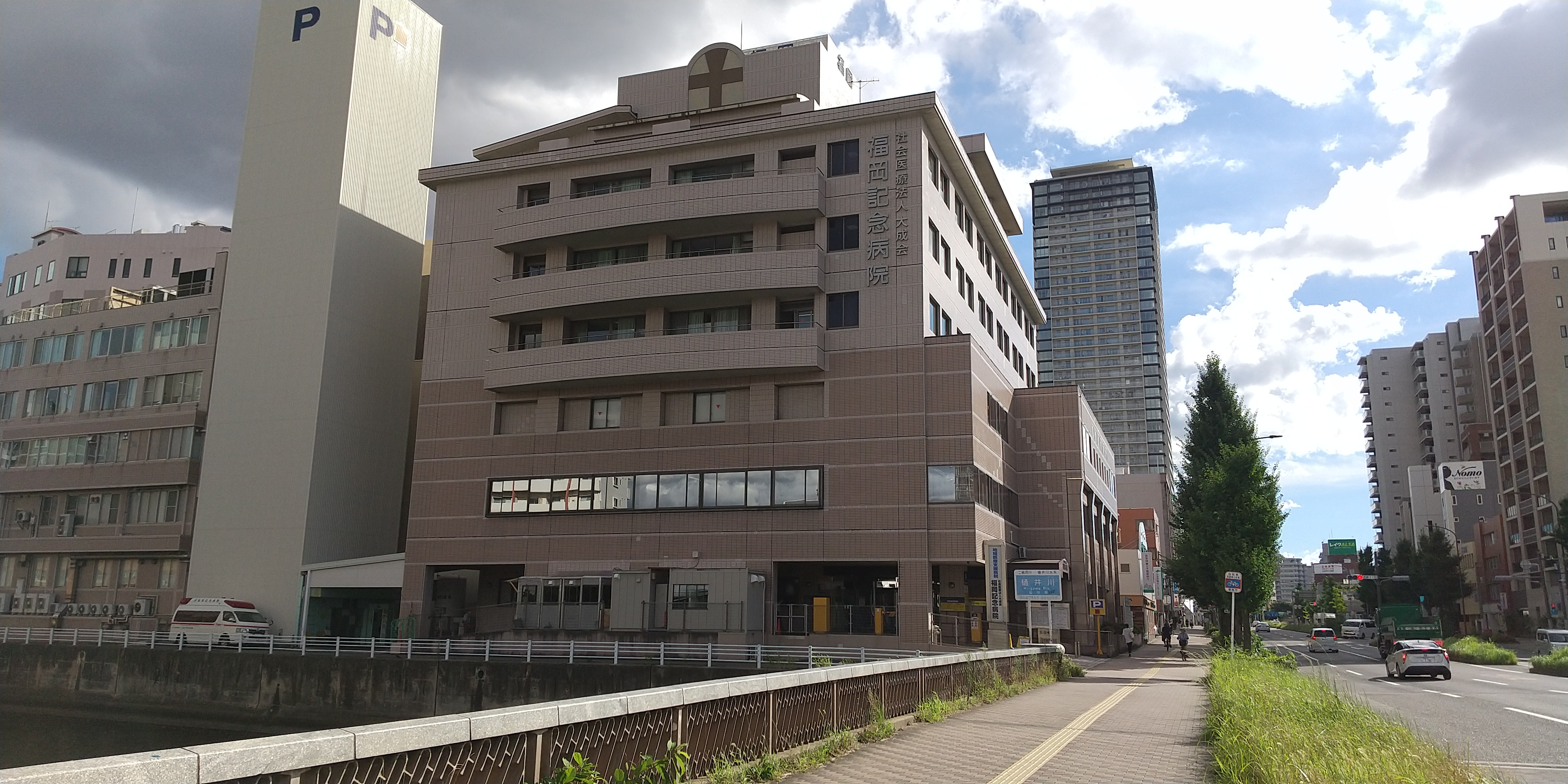
福岡記念病院
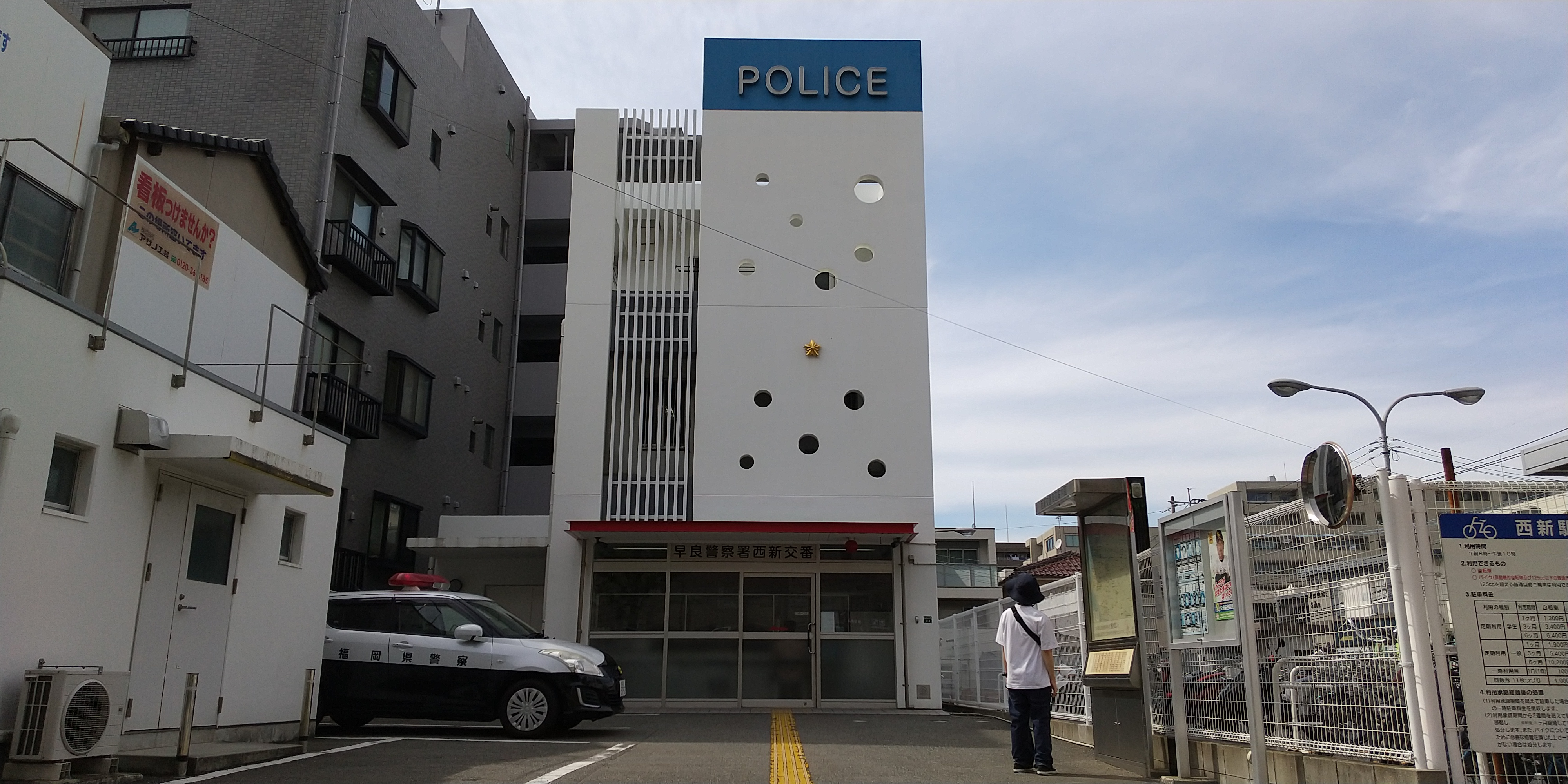
西新交番
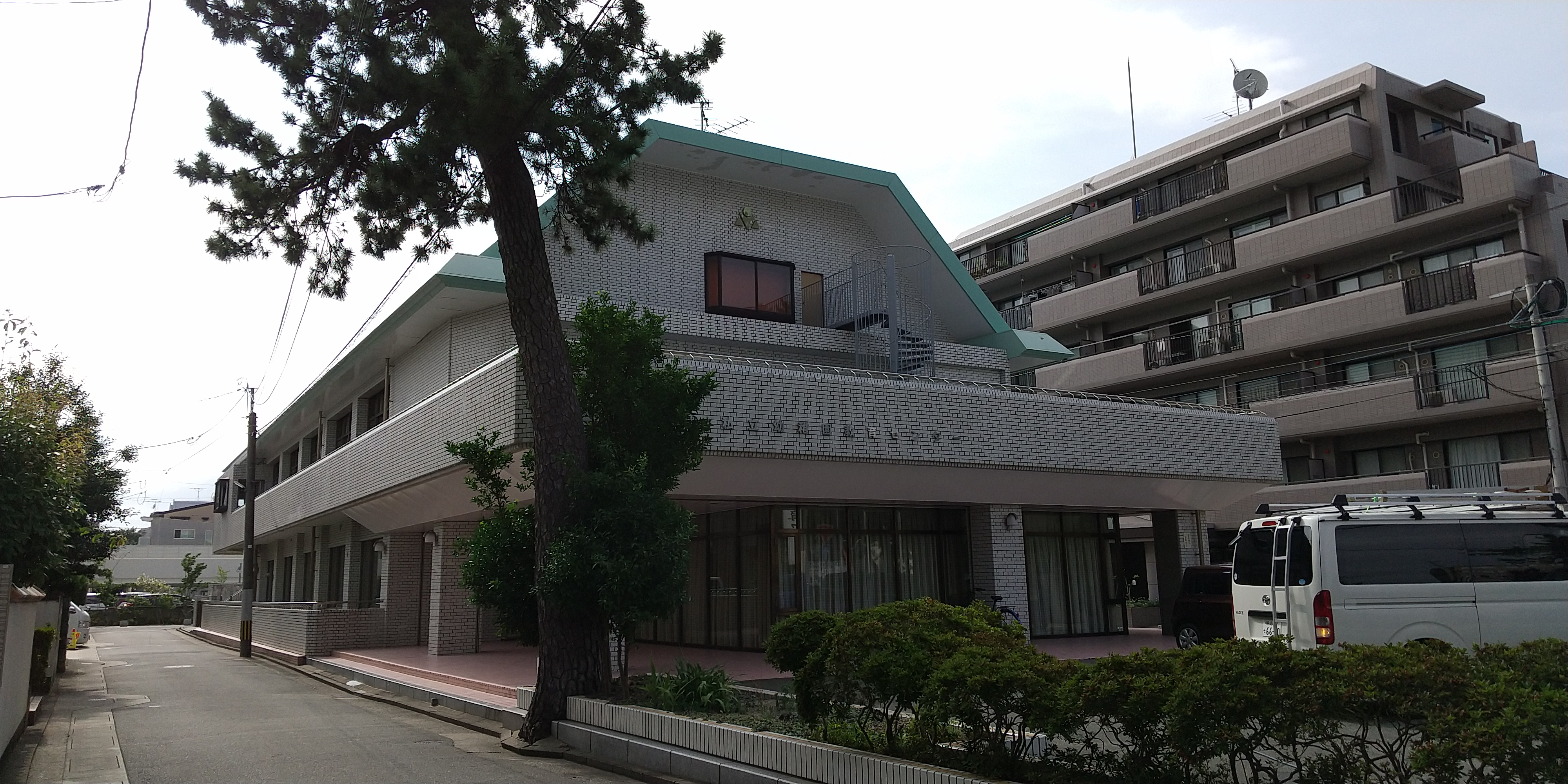
福岡市私立幼稚園教育センター
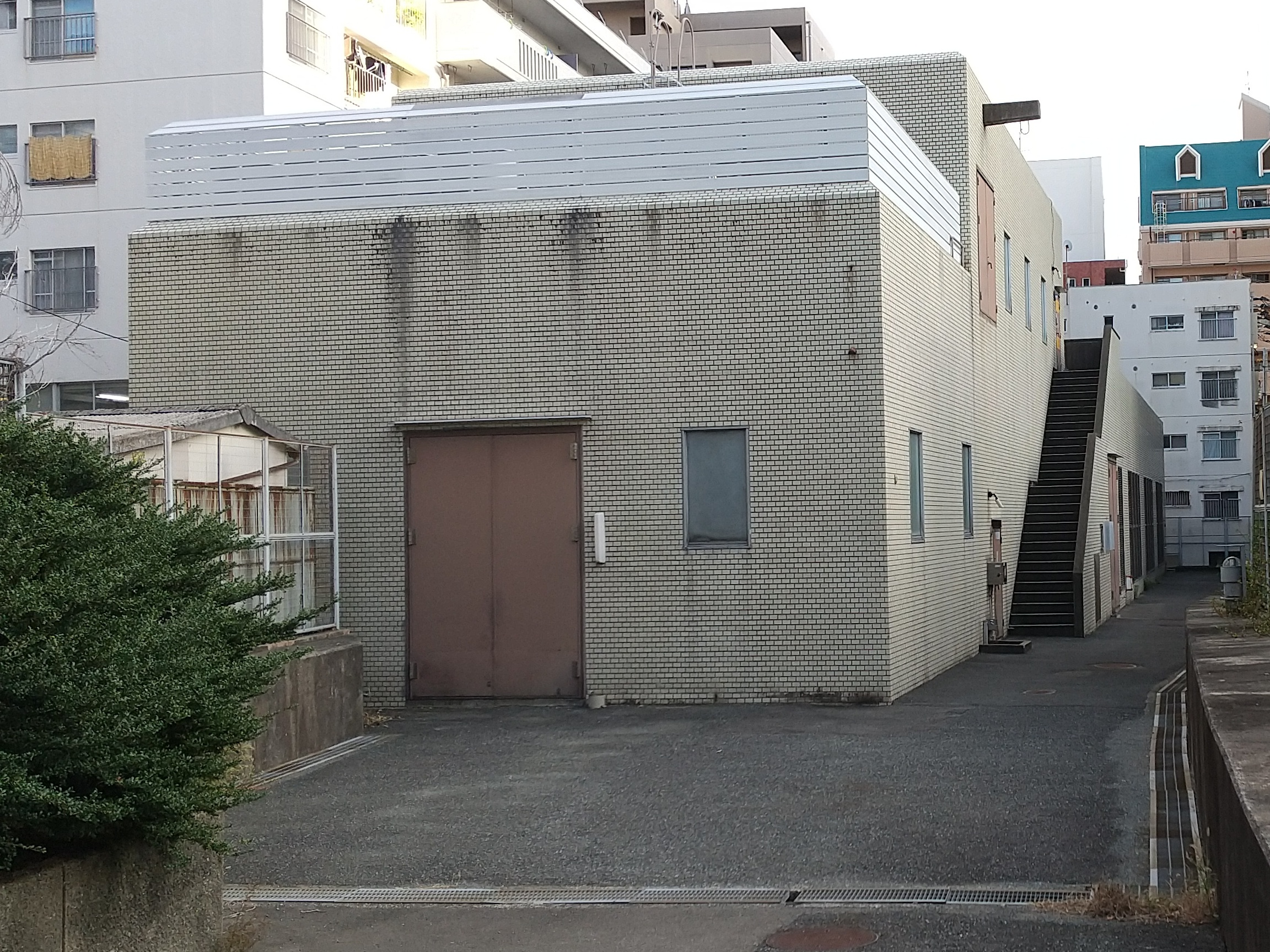
九州電力送配電西新変電所

### 公園・緑地等
- 西新公園[注釈 8]
- 西新緑地[注釈 9]
- 西新北緑地[注釈 10]
- 西新1号緑地[注釈 11]

公園・緑地等の写真
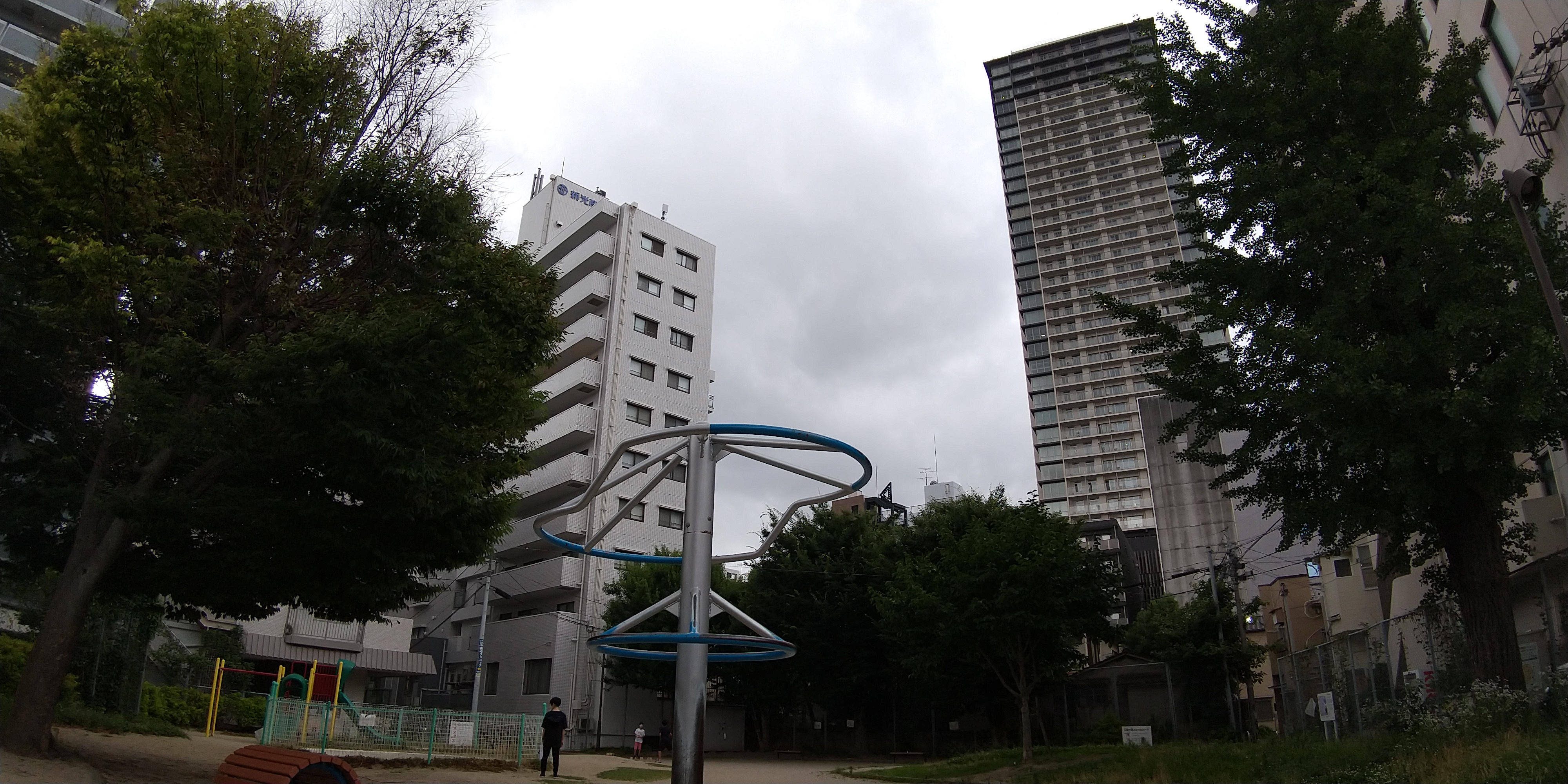
西新公園
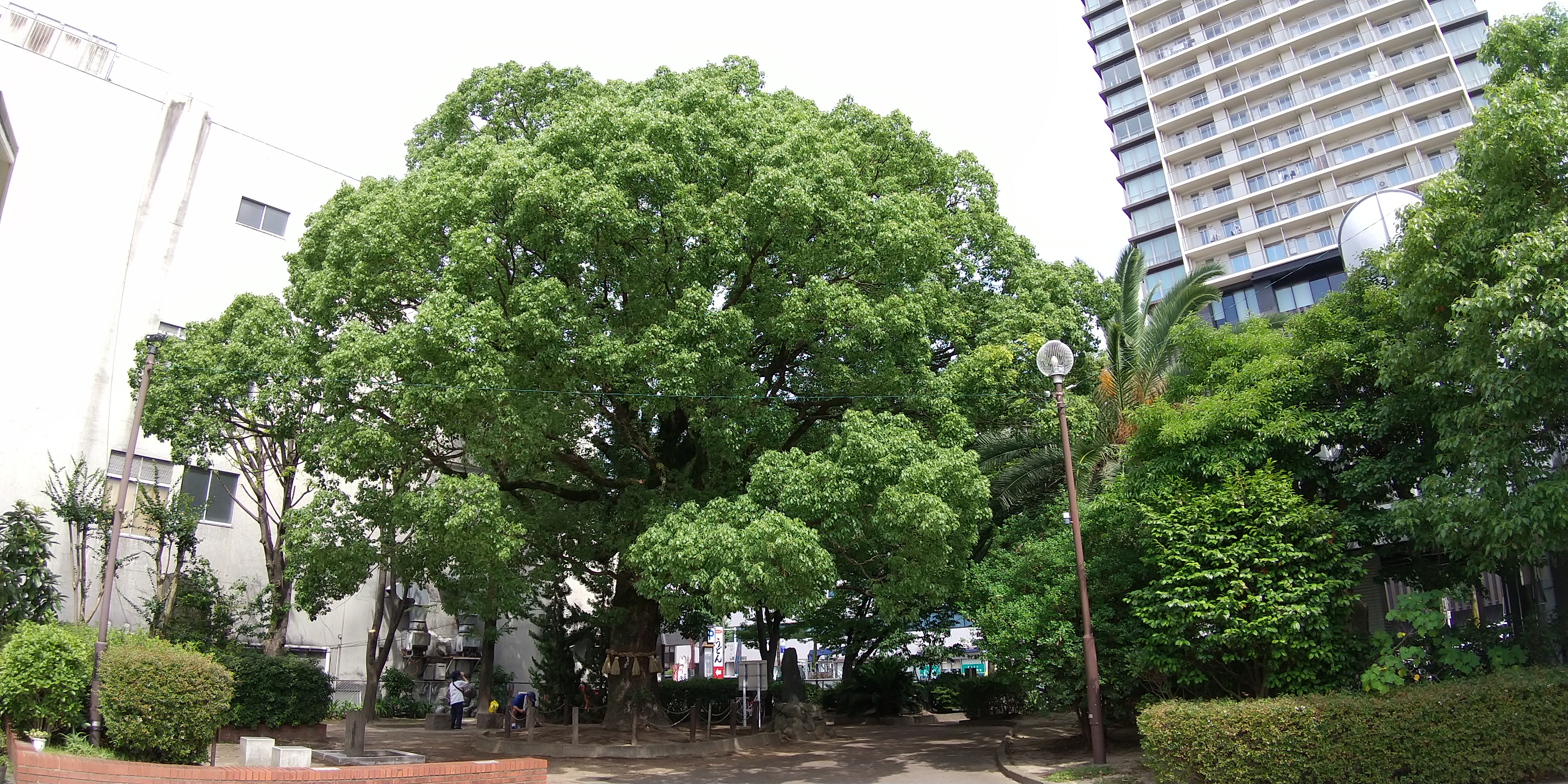
西新緑地
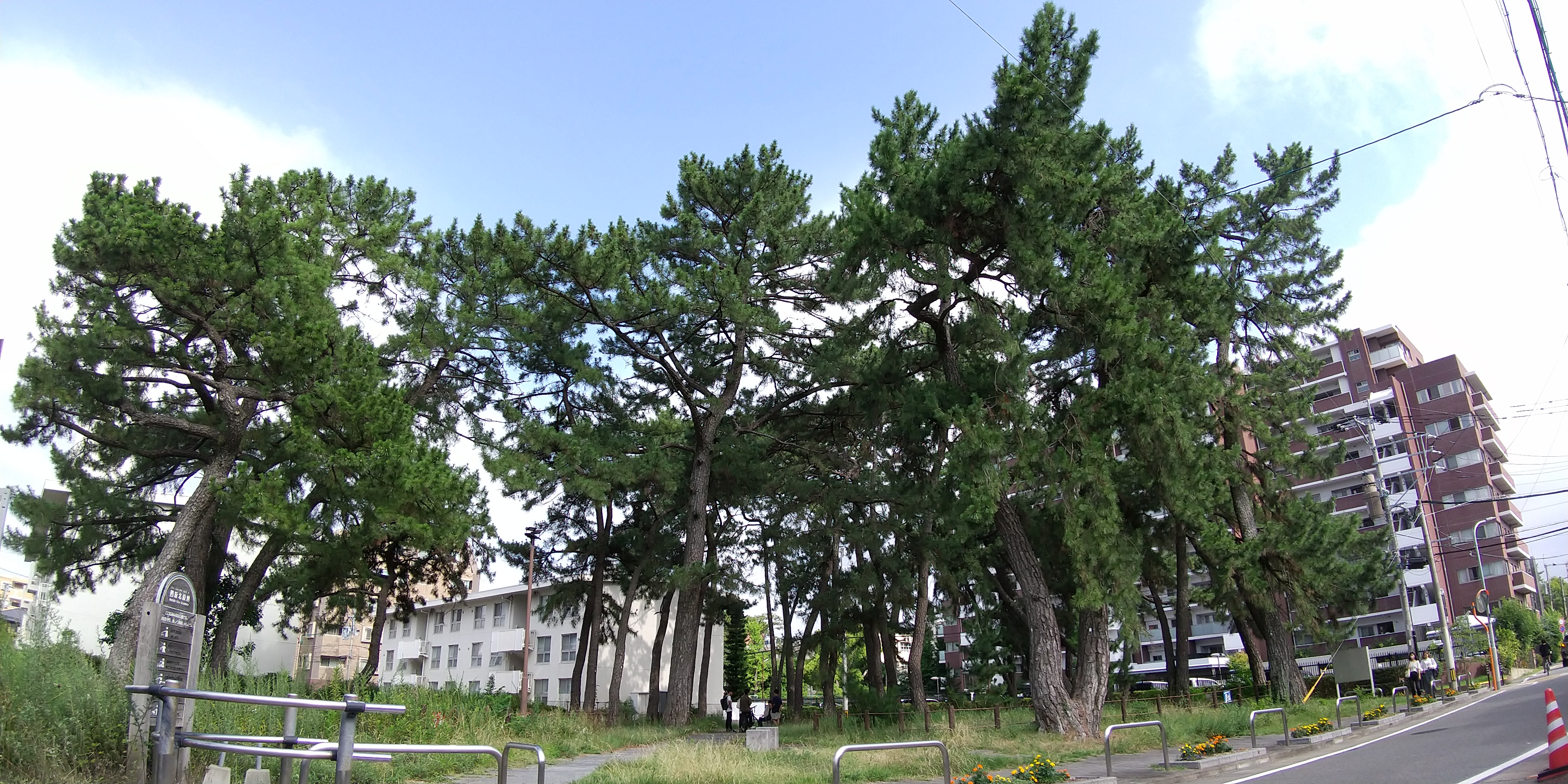
西新北緑地
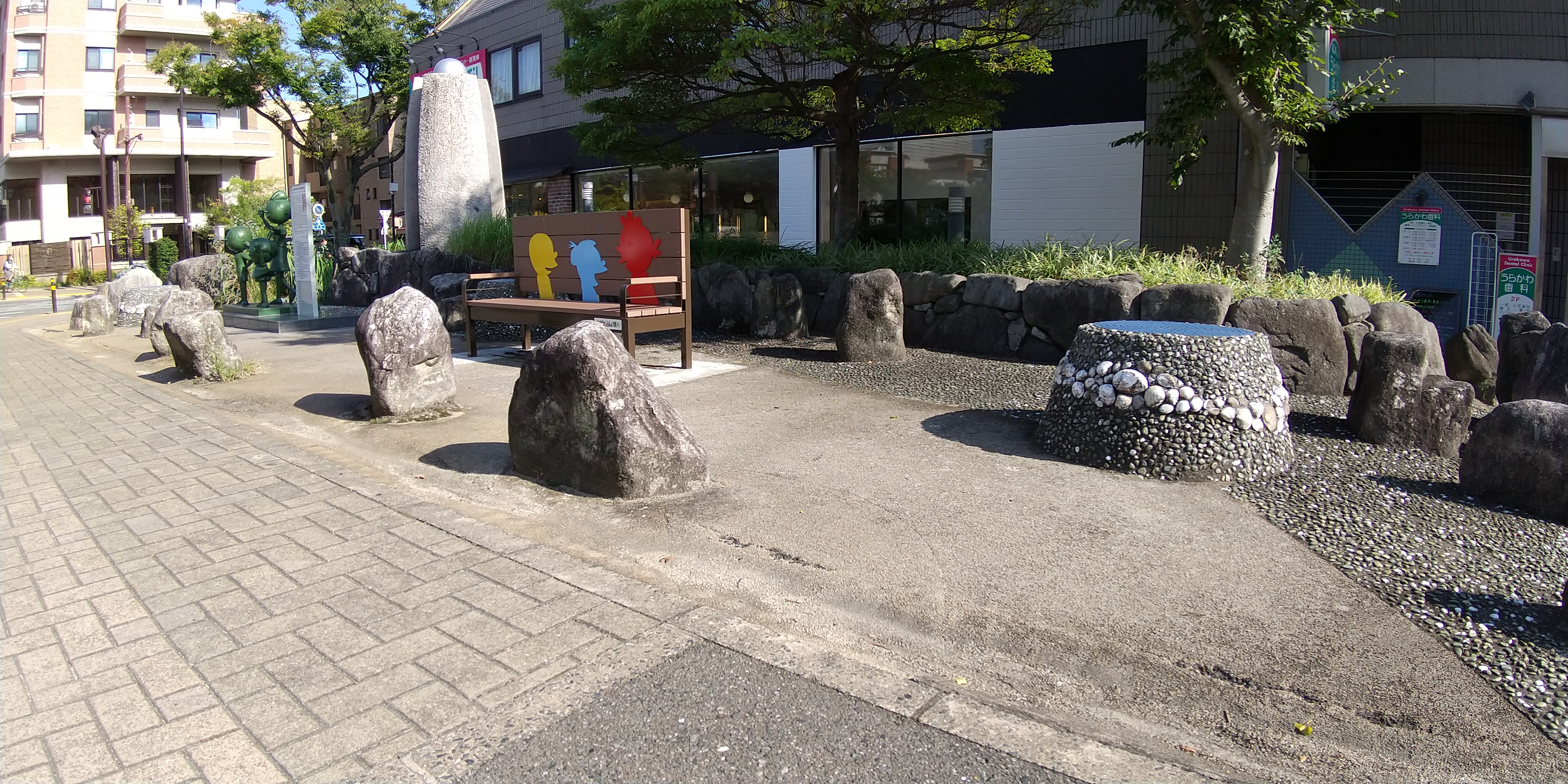
西新1号緑地（「磯野広場」）

### 教育施設
- 西南学院大学
- 福岡県立修猷館高等学校
- 福岡市立西新小学校
- 福岡航空ビジネス専門学校

教育施設の写真
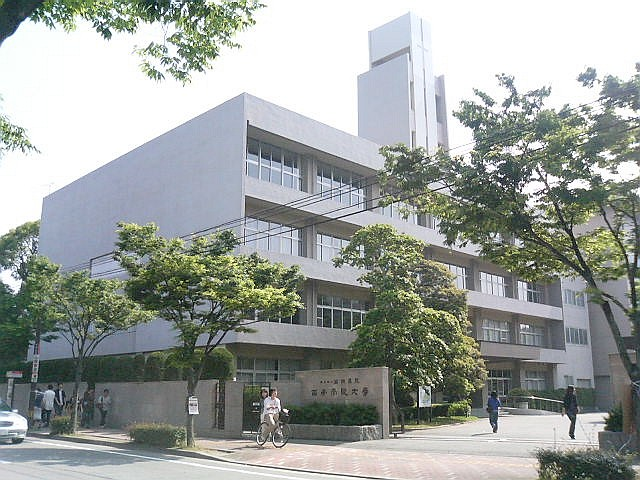
西南学院大学（旧本館、現在は新図書館がある）
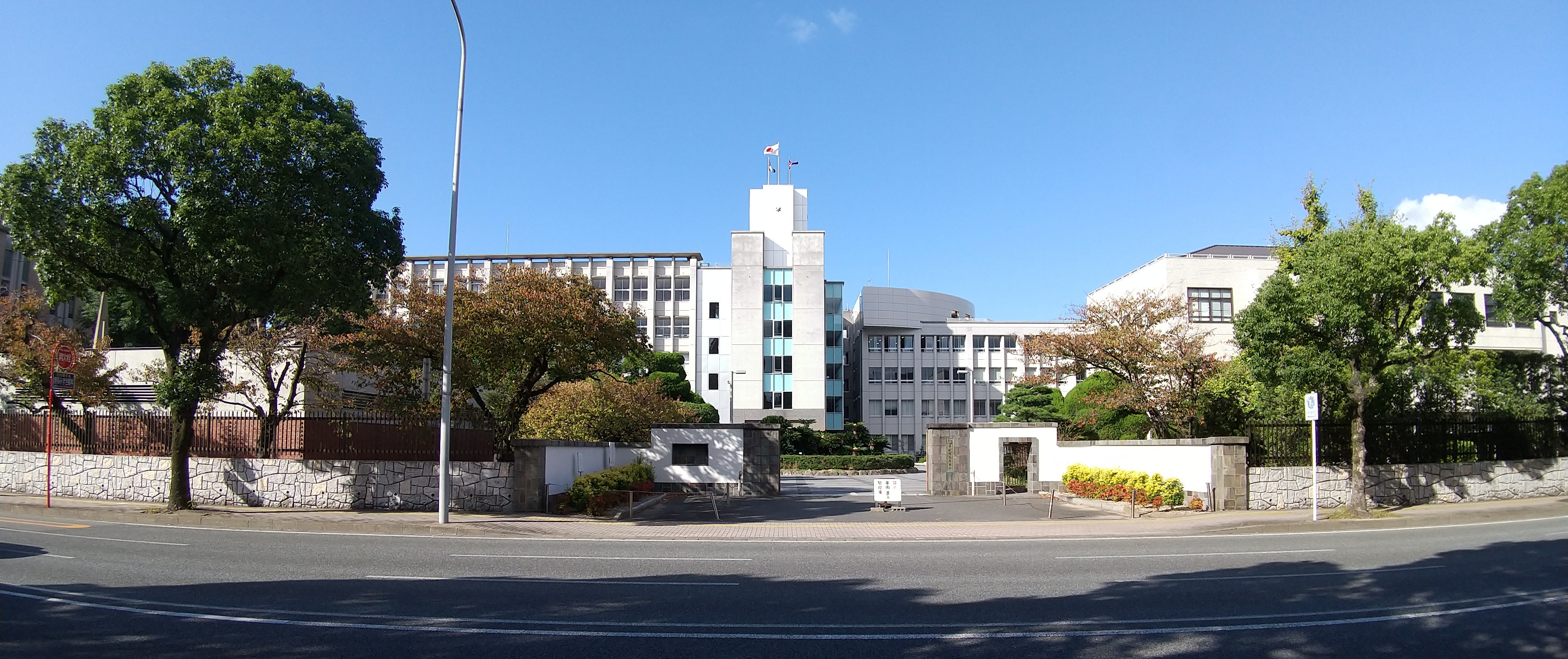
福岡県立修猷館高等学校

### 商業施設
比較的規模の大きい商業施設の例としては次のものがある。
- PRALIVA[注釈 12]
- マックスバリュエクスプレス西新店[注釈 13]
- ベスト電器西新店
- ゲオ福岡西新店
- サイバック西新店（インターネットカフェ）
- ドン・キホーテ西新店
- TSUTAYA福岡西新店

主な商業施設の写真
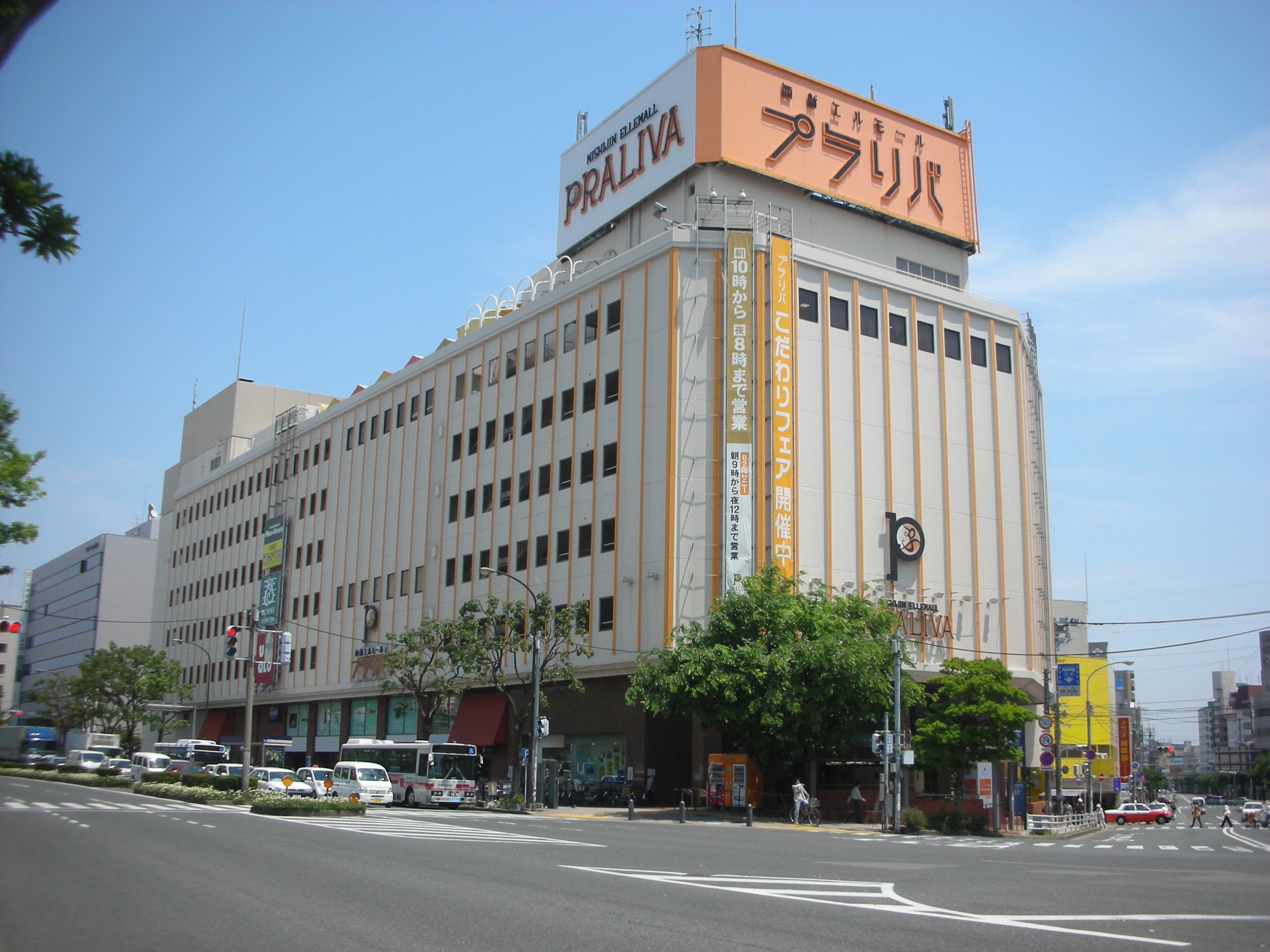
改築前の西新エルモール プラリバ（現・PRALIVA）
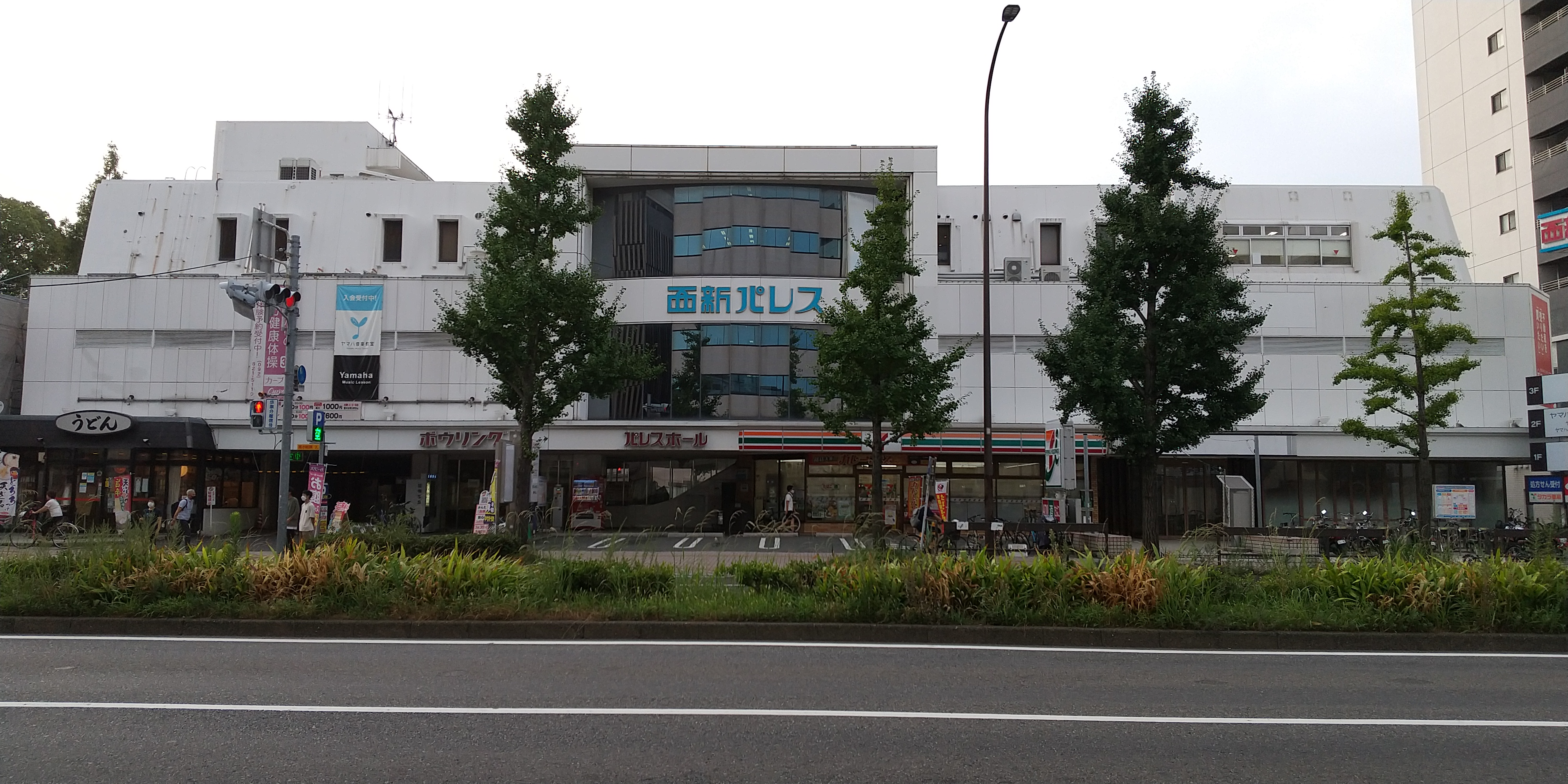
西新パレス

### 西新商店街
西新地区には旧唐津街道にそって商店街が形成されている。東から概ね以下の順に位置している。
- 西新オレンジ通り商店街 - 今川橋から城南線まで（西新一丁目及び四丁目の一部）
- 西新中央商店街 - 城南線から早良街道まで
- 中西商店街 - 早良街道から高取との町界まで
- はとや通り商店街
- 勝鷹水神通り商店街
- 西新名店街

様々な飲食店や商店で賑わう西新商店街の特徴の1つとして、リヤカー部隊の露店がある。この露店は、福岡市近郊で採れた新鮮な魚介類や野菜を、歩行者天国となった商店街の真ん中で売っている。市内でも珍しい商店街である。
なお、中西商店街から西へは、高取へ入って、高取商店街が続き、そのさらに西には藤崎通り商店街（高取）が藤崎駅まで続き、今川橋から藤崎駅までの約1.4kmの東西に長い商店街が形成されている。通称では、これらも含めて「西新商店街」と呼ぶこともある。詳細は次のリンク先を参照のこと。
- 西新商店街

商店街の写真
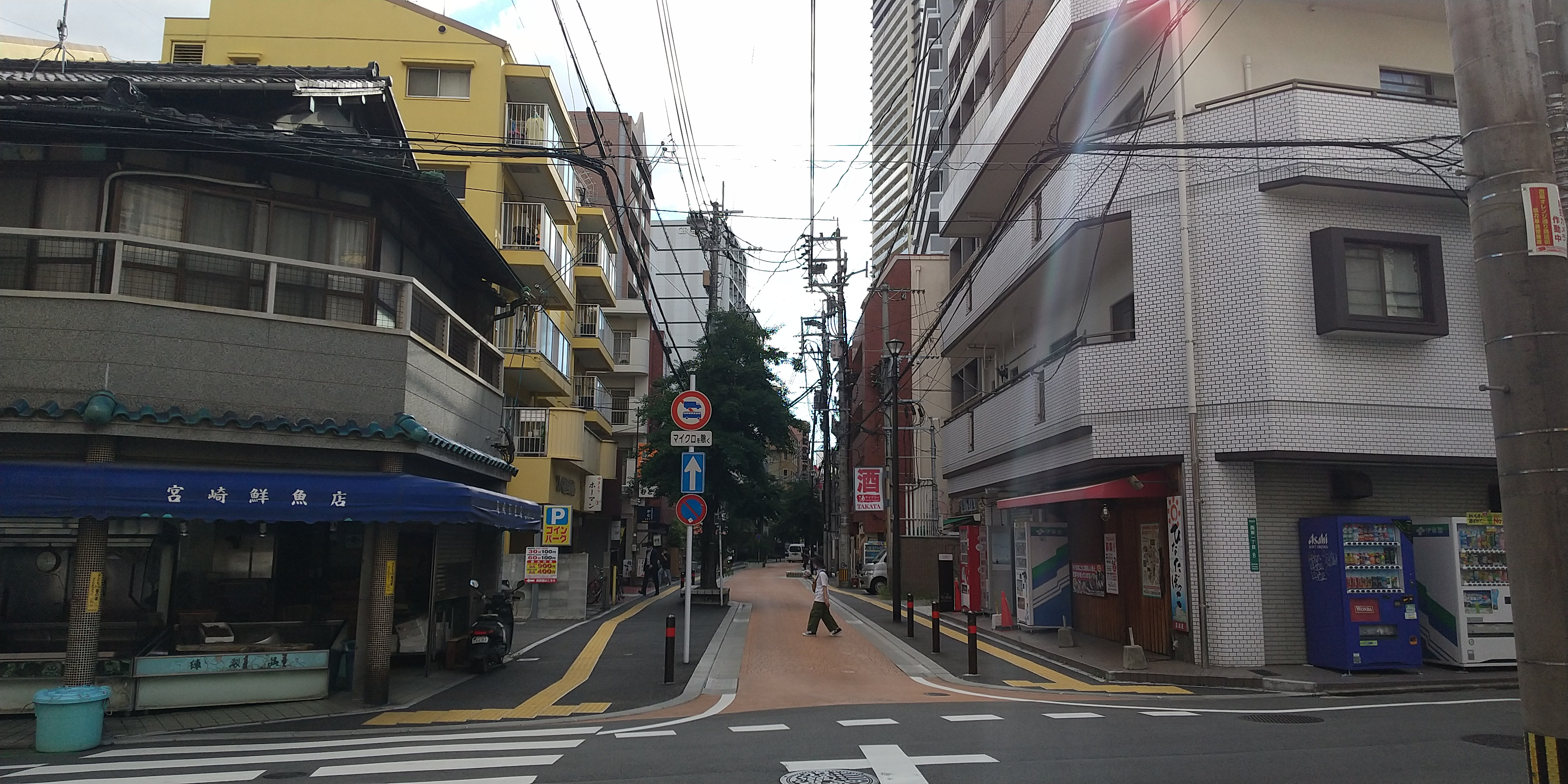
西新オレンジ通り商店街
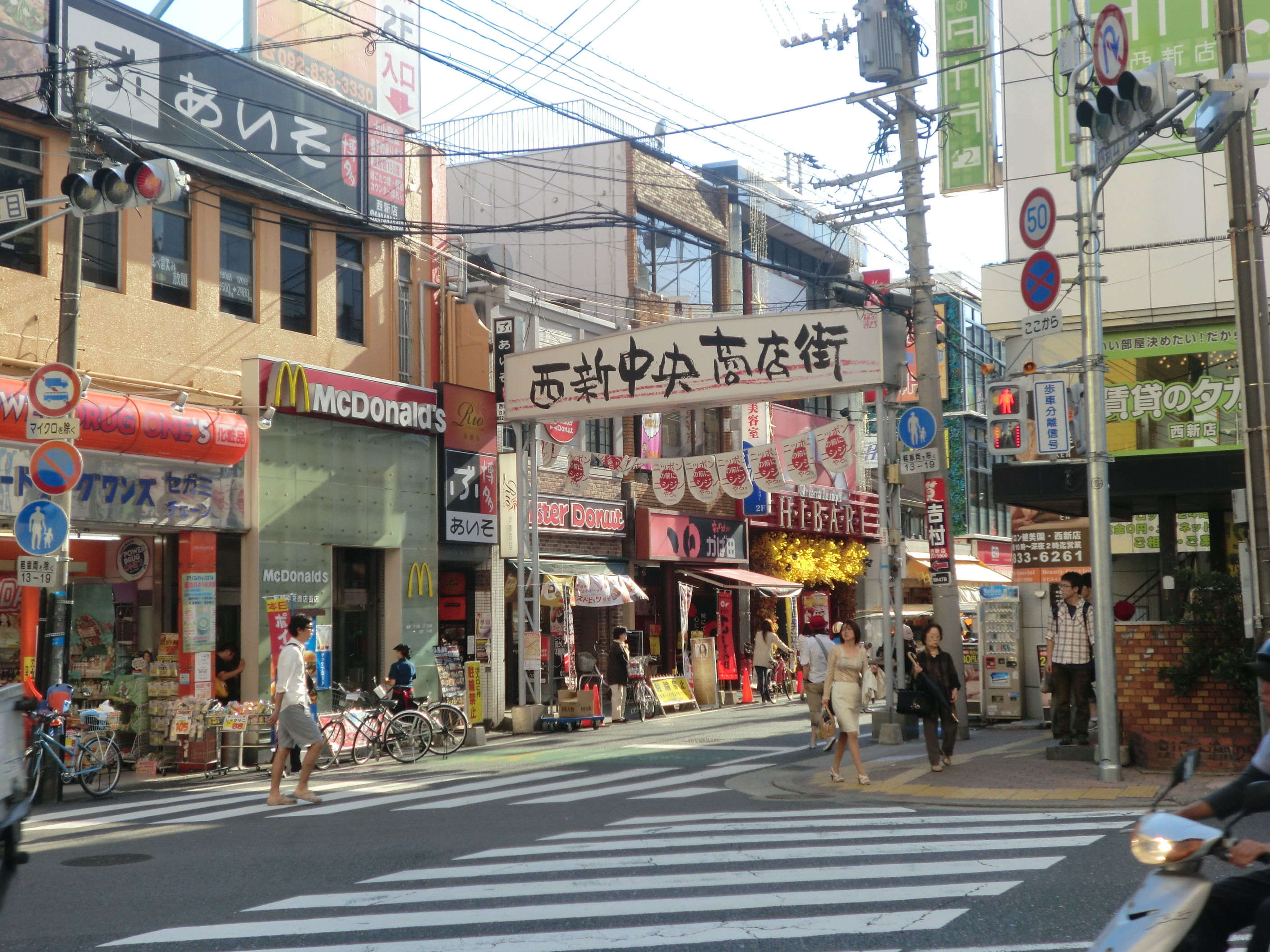
西新中央商店街入口
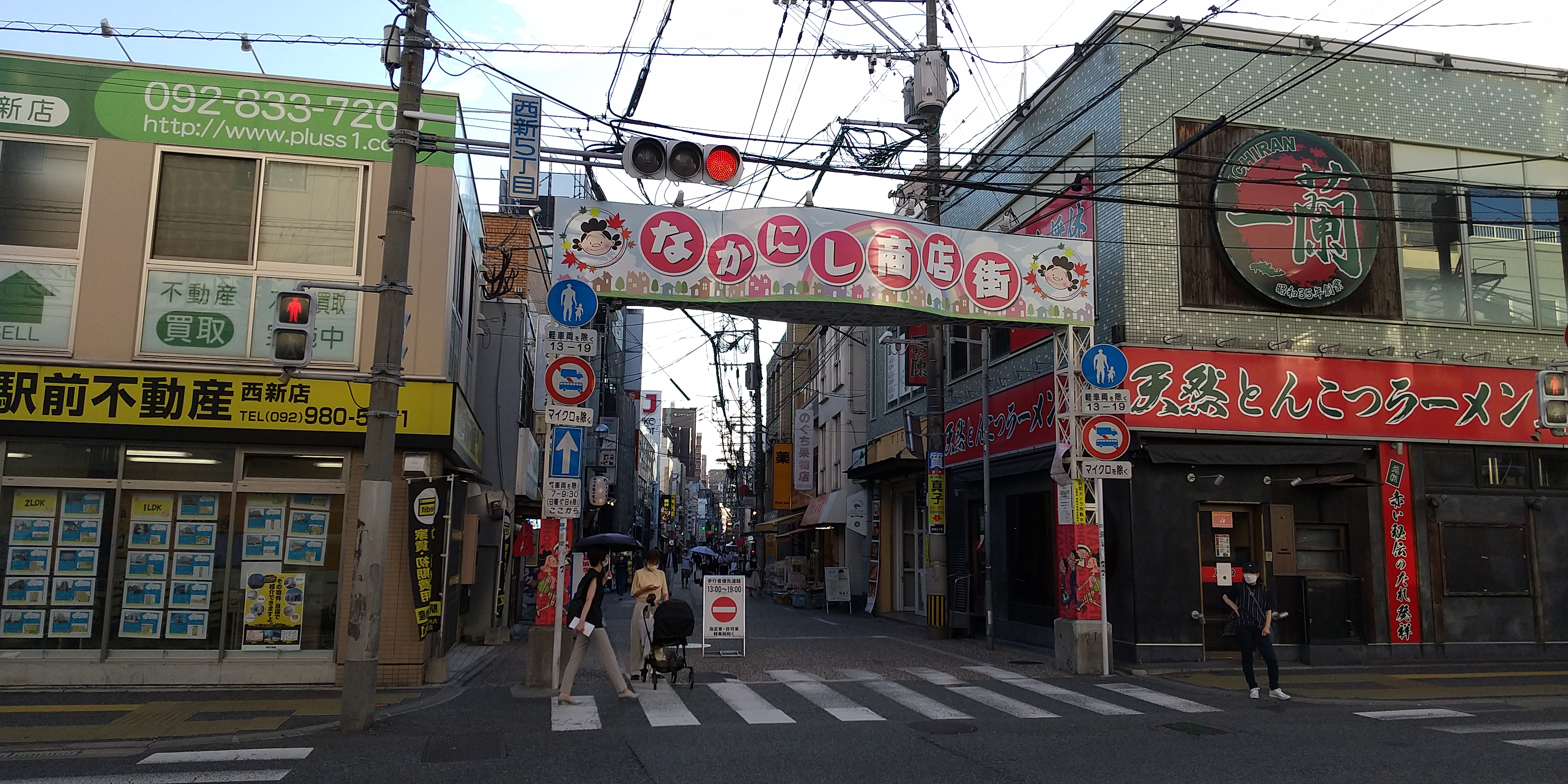
中西商店街（西新5丁目交差点付近）

### 金融機関
- 福岡銀行西新町支店
- 西日本シティ銀行西新町支店
- 福岡中央銀行西新支店
- 佐賀銀行西新町支店
- 北九州銀行西新支店
- 福岡信用金庫西新支店 - 旧福博信用金庫西新支店（1968年合併）[11]。1949年に開店した西新支店は藤崎支店と改称されており、現西新支店とは異なる[11]。

### 住宅
- ブリリアタワー西新（高層の共同住宅[注釈 14]）

## サザエさん発案の地

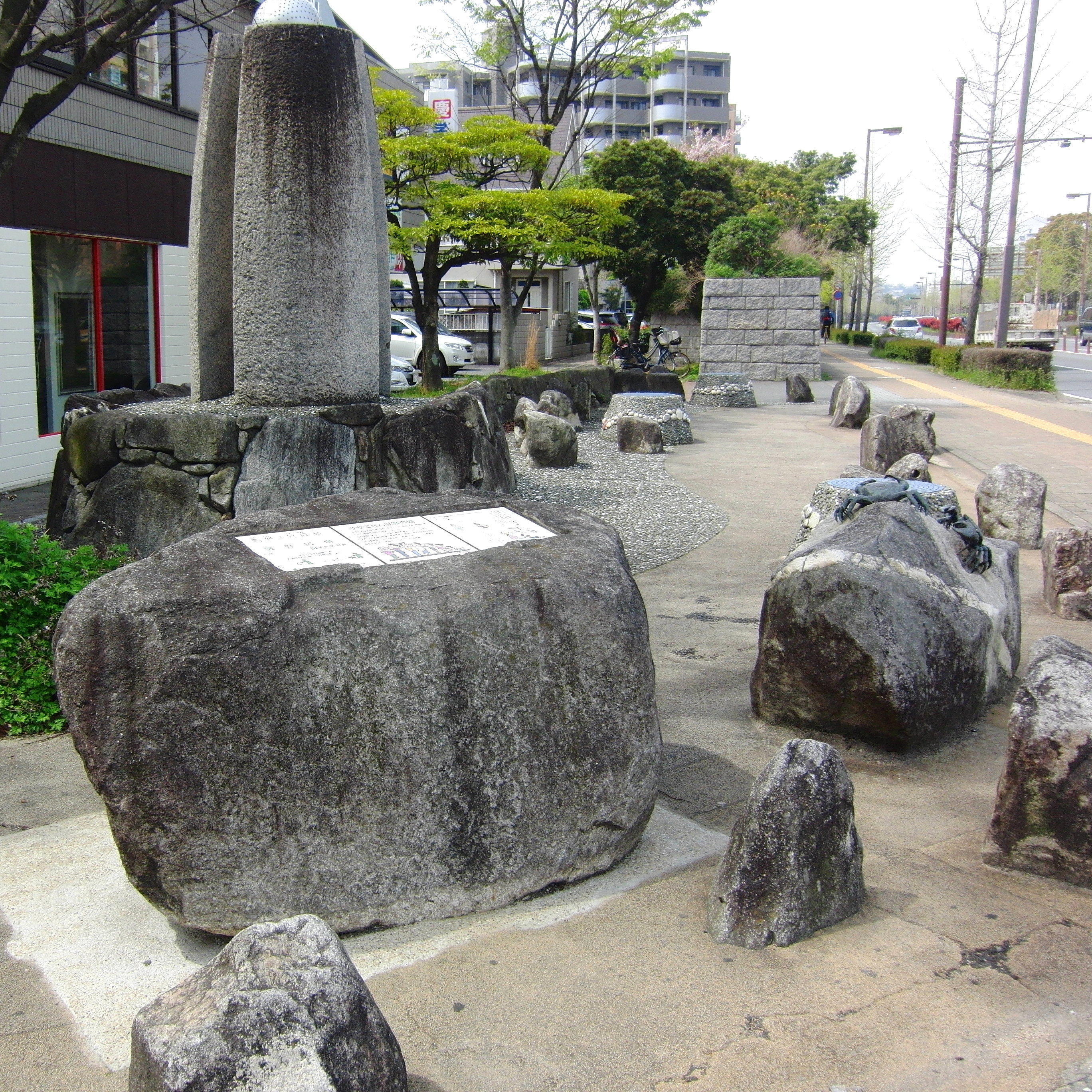
サザエさん発案の地（磯野広場）

西新6丁目の磯野広場に「サザエさん発案の地」の陶板が設置されている。これは同漫画の原作者長谷川町子が東京から疎開していた1944年から1946年まで現在の西新3丁目に住んでおり、百道の海岸を散歩しながら、サザエ、カツオ、ワカメ等の登場人物を考案したことに由来する。当時は西新北側のシーサイドももちが埋め立てられていなかったため、西新のすぐそばに海岸線があった。なお、西新駅の改札口の前に第1巻の表紙と第1話をモチーフにした高取焼の陶板が2015年1月30日から設置されている。また、2017年1月29日より樋井川から藤崎駅南東まで続くオレンジ通り・西新中央・中西・高取・藤崎の5つの商店街の通りに「サザエさん商店街通り」の愛称が付いている。

## 名所・史跡
- 元寇防塁
- 元寇神社（西新七丁目4、元寇防塁の緑地内）
- 松山稲荷神社
- 杉山神社
- 中西宮地嶽神社（なかにしみやじだけじんじゃ、西新五丁目8番19号）[注釈 15]
- 浦賀神社（うらがじんじゃ、中西宮地嶽神社の境内内）
- 旧黒田藩窯高取焼東皿山窯跡（きゅうくろだはんがまたかとりやきひがしさらやまがまあと、中西宮地嶽神社の境内内）[注釈 16]

名所・史跡の写真
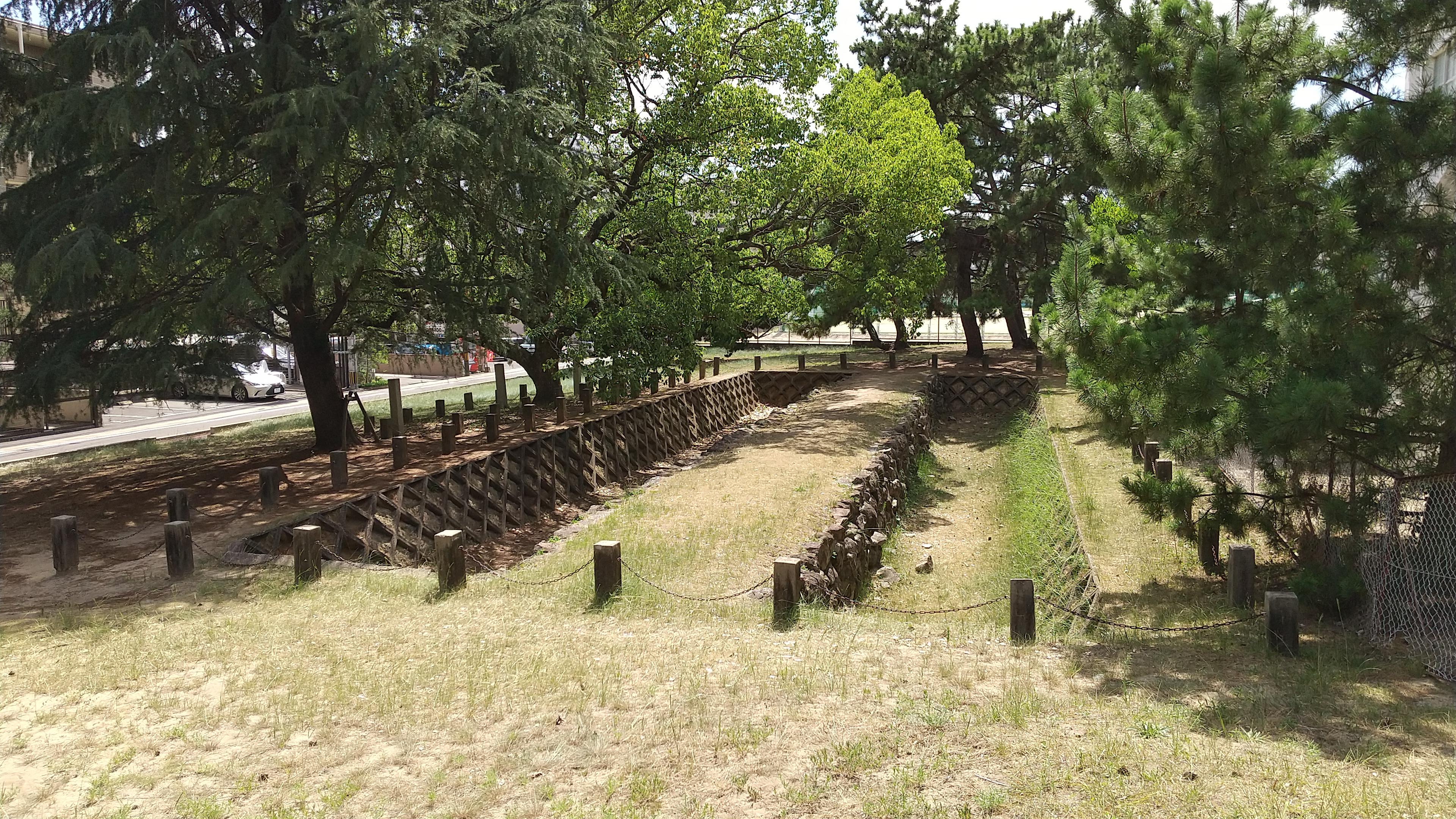
元寇防塁（西新地区）
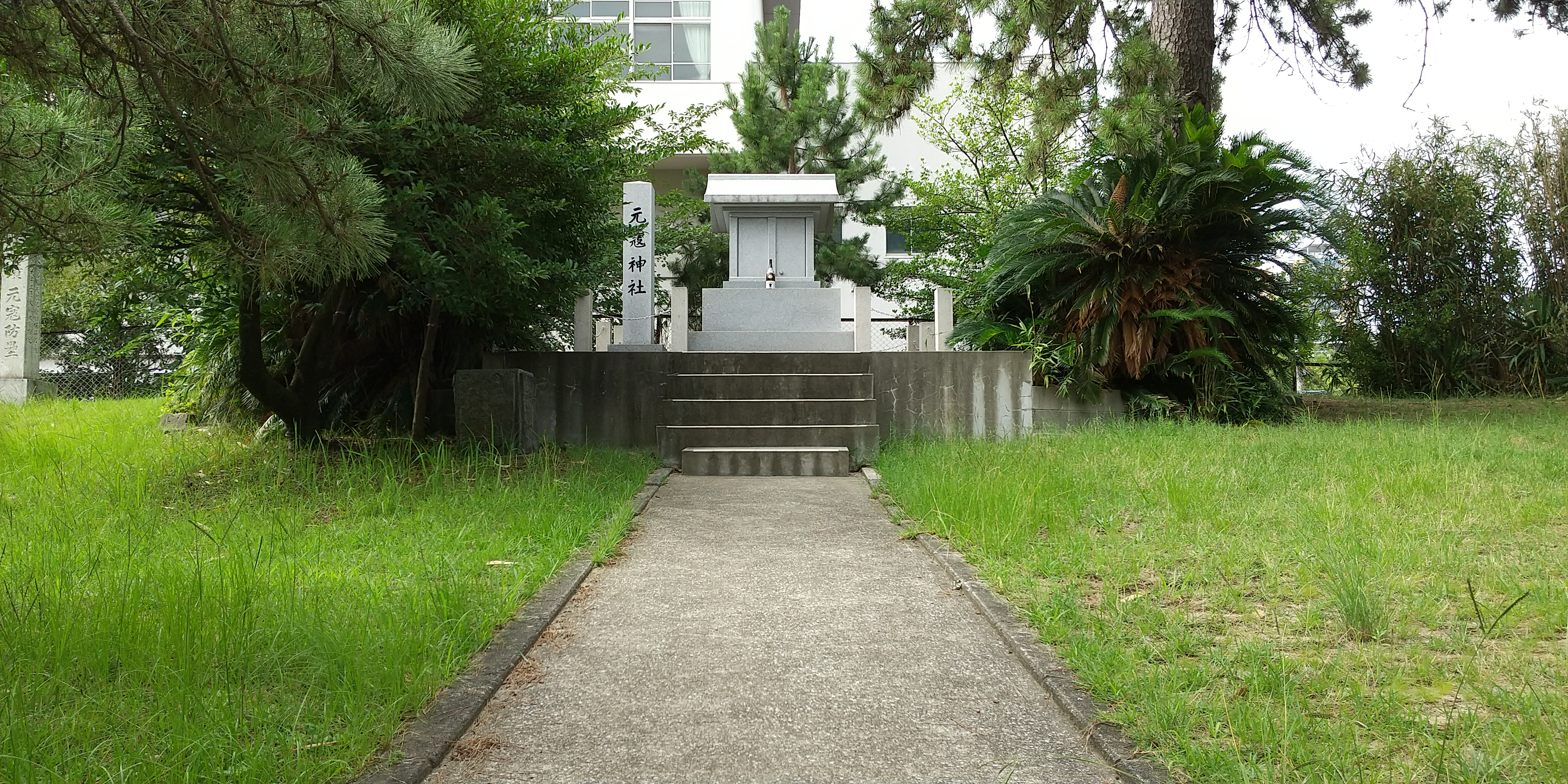
元寇神社
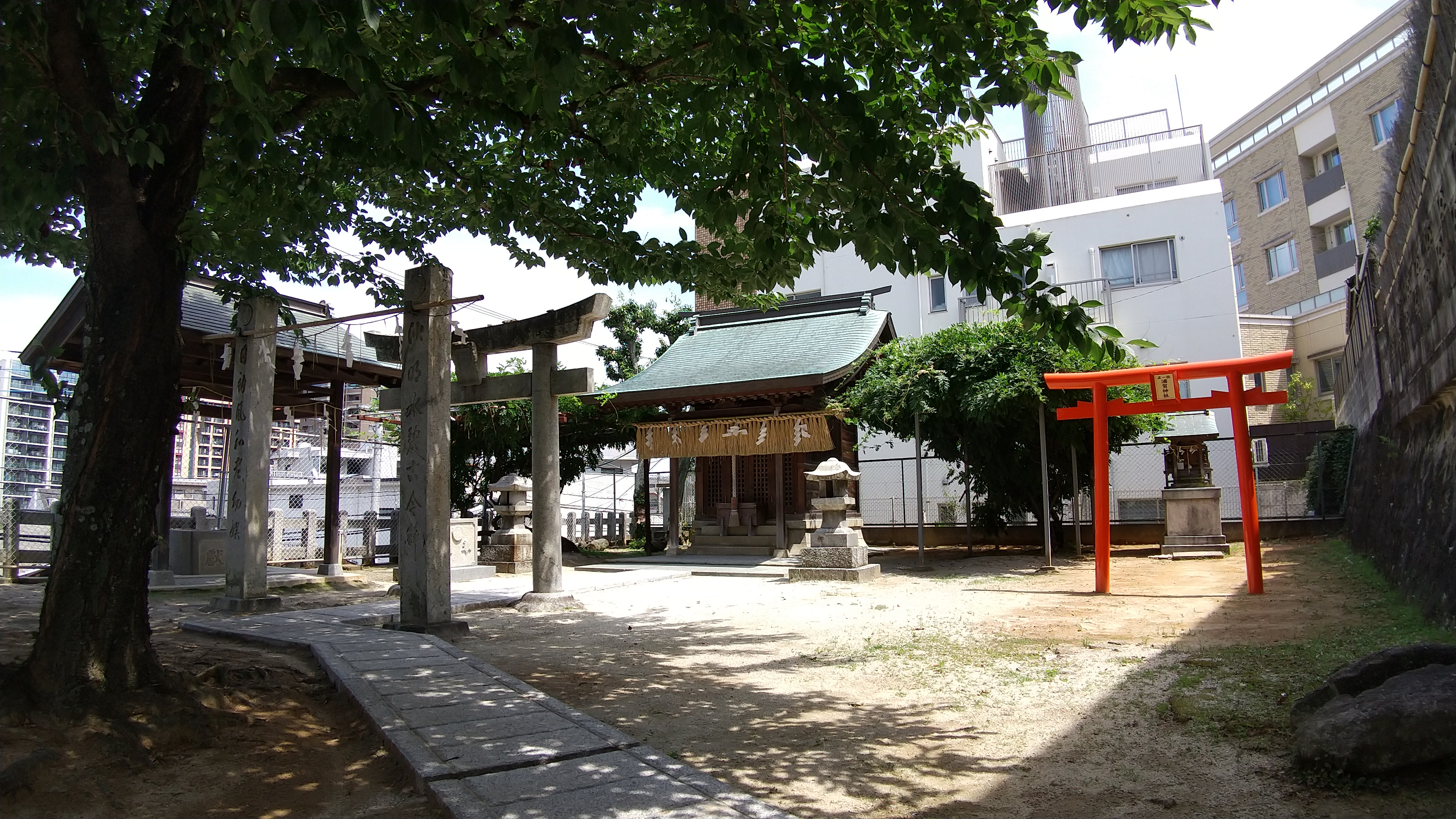
中西宮地嶽神社（右に浦賀神社）
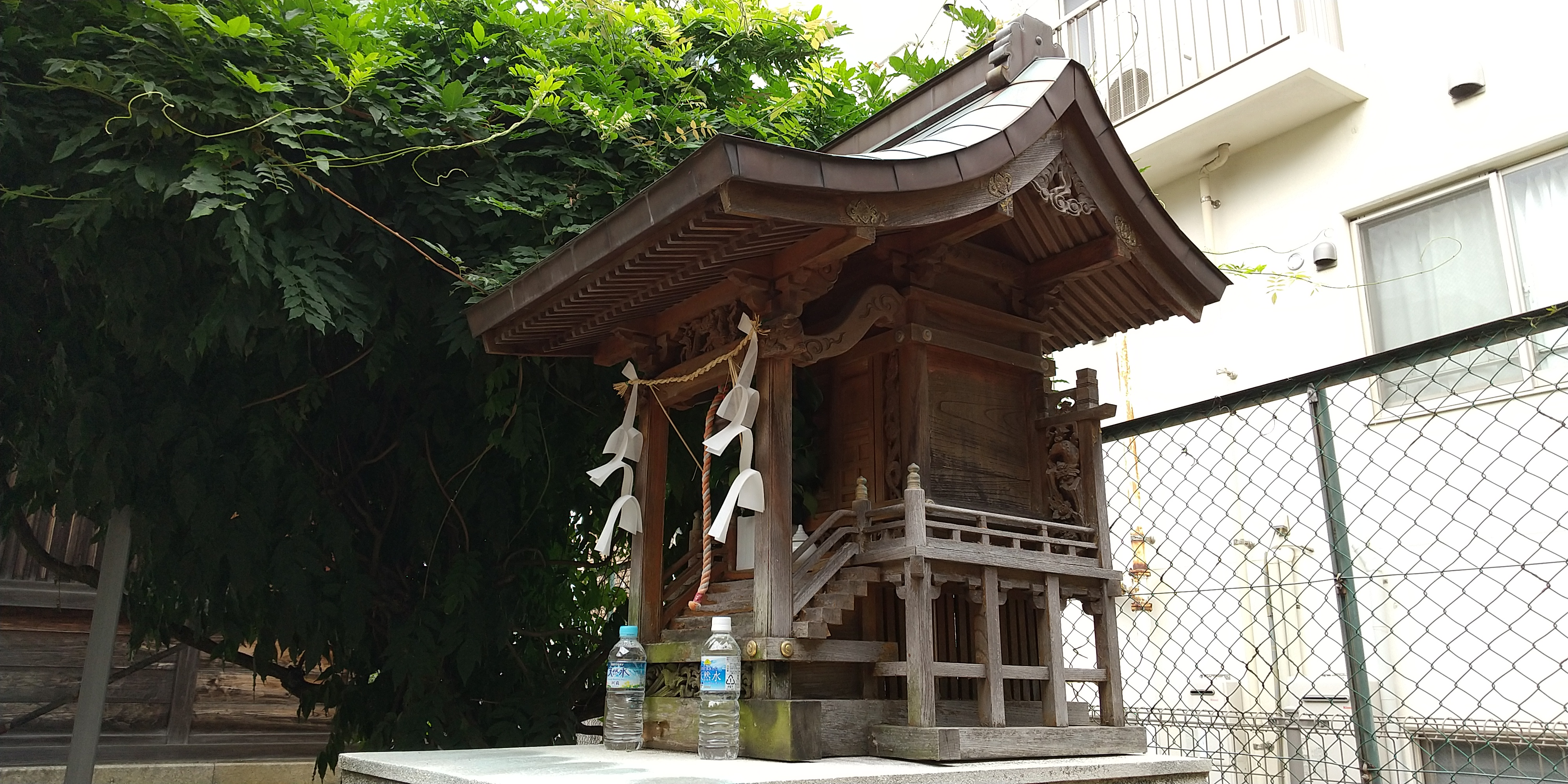
浦賀神社の本殿
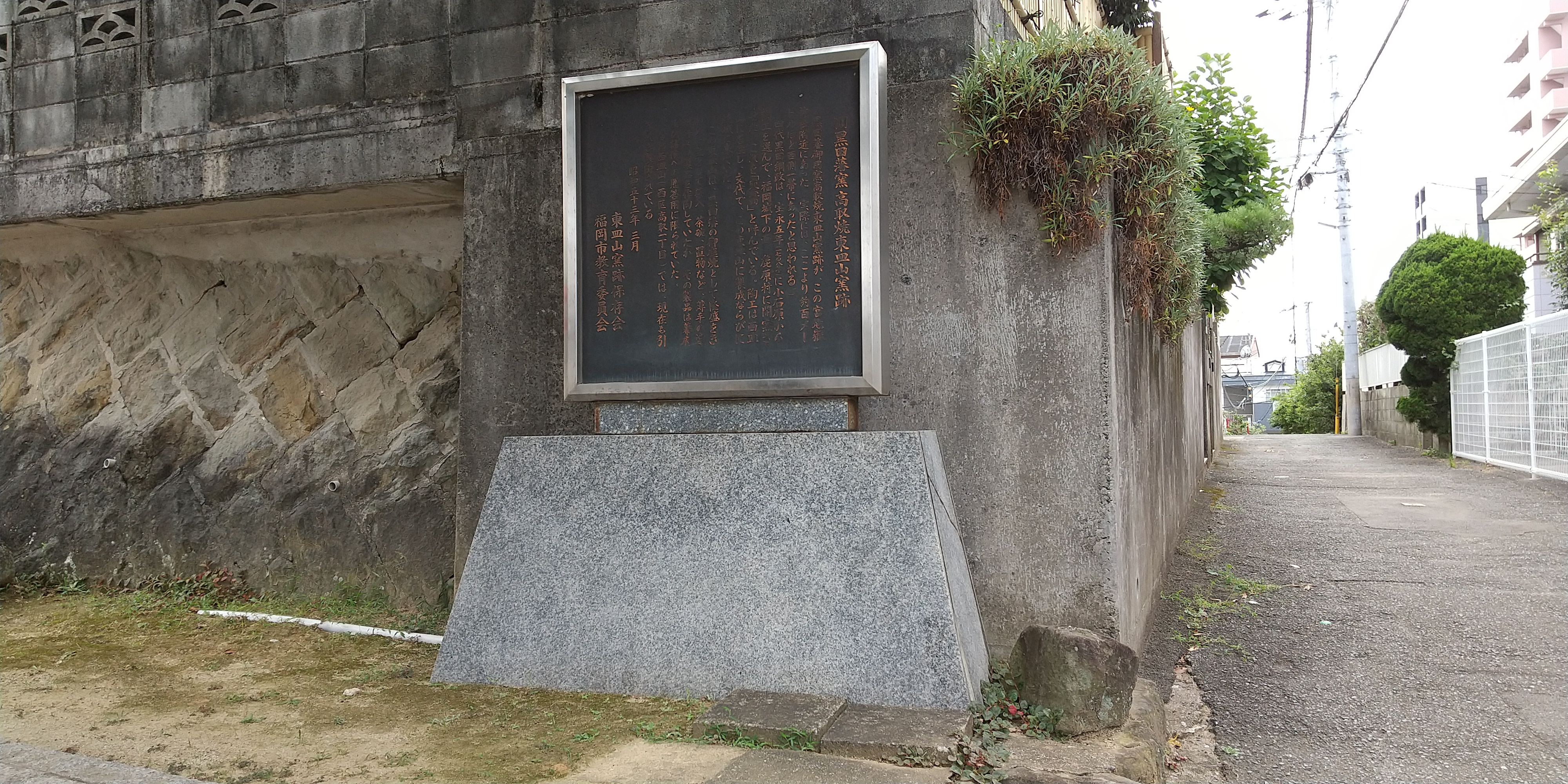
旧黒田藩窯高取焼東皿山窯跡